# Francisco Solano López
Francisco Solano López Carrillo (Asunción, 24 de julio de 1827 -Cerro Corá, 1 de marzo de 1870) fue un político, militar y estadista paraguayo. Ejerció como el segundo presidente constitucional de Paraguay, cargo que ocupó desde el 16 de octubre de 1862 hasta su muerte el 1 de marzo de 1870. Previamente, desde el 10 de septiembre de 1862 ostentó el cargo de vicepresidente de la República al fallecimiento de su padre. Se desempeñó como comandante en jefe de las Fuerzas Armadas, siendo el responsable de dotar al Ejército Paraguayo con la tecnología del siglo XIX y sirvió como diplomático en representación de Paraguay ante varias cortes europeas antes de suceder a su padre Carlos Antonio López en 1862 como presidente constitucional de la República, cargo que ocupó durante toda la guerra de la Triple Alianza.
Nacido en el seno de una familia típica asuncena recibió de su padre las primeras enseñanzas hasta acudir a las aulas del reconocido maestro argentino Juan Pedro Escalada teniendo especial habilidad para el aprendizaje de idiomas como el francés o el inglés. El ascenso de Solano López en la esfera social inicia con la designación de su padre como cónsul de la república en 1841, siendo esto un punto de inflexión que cambiaría para siempre la vida de la emergente familia López. Francisco prefirió seguir la carrera militar en el mismo ejército que su padre debió avocarse a modernizarlo a causa de su evidente anacronismo.  
A la par de su formación militar, a Solano López se le encomendaron diversas misiones diplomáticas, primero como emisario del gobierno paraguayo para luego llegar a ostentar el cargo de embajador plenipotenciario ante diversos países en Europa. Su primera misión diplomática la cumplió a los 15 años acompañando a los emisarios paraguayos Gill y De la Peña a Buenos Aires en 1842 con motivo de buscar el reconocimiento de la independencia nacional por parte de Juan Manuel de Rosas, no obstante, aquella primera misión resultó infructuosa pero ha servido para forjar la futura carrera de Solano López como diplomático.   
Poco tiempo después de asumir Carlos Antonio López la presidencia en 1844 debido a la indecisión del Brasil a ratificar el tratado López-Pimenta Bueno dispone la alianza con la provincia de Corrientes, alzada en ese entonces en contra del poder ejercido desde Buenos Aires por parte de Rosas, dicha alianza se debía al temor de López a que Rosas invadiese el Paraguay para conquistarlo por lo cual en ese entonces el gobernador de dicha provincia, Joaquín Madariaga, le solicita el envío de un contingente militar para colaborar con el ejército correntino al mando del general José María Paz. El presidente López le encarga la dirección de dicho contingente a su primogénito, el cual desde Villa del Pilar comanda el contingente de más de mil soldados los cuales cruzan el Paraná poniéndose a las órdenes de Paz, no obstante, tras algunos combates con el ejército federal, así como desavenencias entre Paz y López finalmente la alianza termina debido a un acuerdo forzoso firmado por Madariaga con los federales, así como la ocupación permanente de las Misiones orientales por parte de los soldados al mando de Solano López en aquella zona litigiosa. 
Frustrada la alianza con Corrientes, la política exterior del presidente López vuelve a fijar la mirada hacia las resoluciones del Brasil respecto de los asuntos atenientes al Paraguay. En 1849 fue Solano López quien dirigió la ocupación de Misiones hasta el año 1852, año en el que es depuesto Juan Manuel de Rosas y la Confederación Argentina reconoce oficialmente la independencia paraguaya de mano de su nuevo director, Justo José de Urquiza. Con en el reconocimiento argentino ya la amenaza sobre la soberanía paraguaya se había dispersado, por lo cual los ríos interiores eran liberados al comercio del país mediterráneo. Ya cuando la situación geopolítica en el Plata se logró apaciguar, la carrera de diplomática de Solano López logró un reimpulso.  
Con motivo de estrechar lazos más allá del atlántico, Carlos Antonio López encomendó a su primogénito encabezar en 1853 una comitiva diplomática con motivo de estrechar los lazos entre Europa y la novel república, así como importar diversos elementos para la formación de un sistema industrial a la par de los países modernos de la época. Conforme a dicha misión, visita diversos países y conoce las cortes imperiales de Inglaterra, Francia, Prusia y Cerdeña. Es en París donde residió la mayor cantidad de tiempo y es allí conoce a la dama irlandesa Elisa Lynch, quien finalmente lo acompañaría hasta sus últimos días en los campos de Cerro Corá.   
A la par de estrechar los lazos diplomáticos establecidos en Europa, Solano López se encargó de la adquisición de diversas innovaciones en materia industrial, entre ellos el buque de guerra "Tacuarí" y la contratación varios técnicos, así también se lograron los primeros contactos para la emigración de ciudadanos vascos con el objetivo de establecerlos en suelo paraguayo. Una vez cumplida su misión en suelo europeo el joven López retorna al Paraguay acompañado de grandes avances para la república gobernada por su padre. A su venida le cupo al joven general destrabar el conflicto diplomático con el Brasil en la capital carioca.
En 1855, fue nombrado Ministro de Guerra y Marina, posteriormente, en el año 1858 el encargado de negociar con el diplomático brasilero Paranhos la libre navegación de los ríos. Al año siguiente, 1859, Buenos Aires lo encuentra como mediador entre la rebelde provincia de Buenos Aires y la Confederación Argentina, encabezadas por Bartolomé Mitre y Justo José de Urquiza respectivamente. Después de varias negociaciones encabezadas por el joven mediador con ambas partes, finalmente logra la unificación de la familia argentina sirviendo como garante de cumplimiento del Pacto de San José de Flores.
Desde su nombramiento como ministro de Guerra y Marina se ocupa de organizar el ejército y visita la fortaleza de Humaitá, modernizada y mejorada recientemente. Su actividad social es intensa en esta época, de bienestar y progreso compartiendo aquellos momentos de su vida con su pareja Elisa Lynch. Tras varios años arrastrando inconvenientes de salud el anciano presidente Carlos Antonio López finalmente fallece el 10 de septiembre de 1862 habiendo ya desde tiempo atrás preparado la sucesión presidencial preparando el camino a su primogénito quien desde el fallecimiento de su padre ostentó el cargo de vicepresidente de la república hasta el llamado de un nuevo congreso que lo designe como presidente de la república. Finalmente, tras ser electo por los congresistas, Francisco Solano López es investido como presidente por un plazo de 10 años, convirtiéndose así en el segundo presidente constitucional desde 1844.      
Los primeros años de su gobierno fueron de activa administración pero los hilos diplomáticos y políticos de los países del Plata estaban enhebrando formando una madeja, que disgustaba a López, pues dichas actitudes tendían a desequilibrar las relaciones diplomáticas entre los estados regionales. El principal inconveniente que inicia con el enfrentamiento rioplatense se da cuando el gobierno paraguayo otorga su ayuda al líder uruguayo Bernardo Berro en contra de la insurrección llevada a cabo por el colorado Venancio Flores en connivencia con la invasión brasilera a Montevideo como muestra clara del apoyo imperial a la causa de Flores.       
Como reacción a la intromisión brasilera en la cuestión uruguaya, López ordena apresar el buque brasilero "Marques de Olinda" que en aquel entonces se encontraba surcando las aguas del río Paraguay en las costas de Asunción, dicha acción fue suficiente para romper las relaciones diplomáticas con el Imperio, mientras que inicia la invasión a la provincia brasilera de Mato Grosso, comandada por el Gral. Vicente Barrios. Una vez declarada la guerra al Imperio, López solicita al entonces presidente argentino Bartolomé Mitre permiso para el paso de tropas paraguayas por territorio argentino al auxilio del gobierno aliado de Uruguay, no obstante, dicho permiso le fue denegado a López, aduciendo Mitre neutralidad en el conflicto.        
Al enterarse Francisco Solano López que evidentemente Bartolomé Mitre había incumplido su promesa de neutralidad al conceder el permiso a las tropas imperiales para circular por territorio argentino, fue este el motivo por el cual López decide declarar a su vez la guerra a la Argentina y consecuentemente ordena invadir Corrientes. Al declarar la guerra a ambas naciones limítrofes, la barbarie en suelo paraguayo solo era cuestión de tiempo pues en 1866 el ejército aliado (Argentina, Brasil y Uruguay) decide invadir territorio guaraní llegando años después a invadir la misma capital de la república en 1869 instaurando un gobierno provisorio afín a los aliados que recién abandonarían territorio paraguayo en 1876.          
Finalmente con la invasión aliada y los ejércitos de López diezmados el epílogo trágico era inminente, Solano López llegó hasta los confines del Amambay en una zona denominada Cerro Corá, cuando a la vera del arroyo Aquidabán Nigüi era ultimado por fuerzas brasileras que le dan final el 1 de marzo de 1870, poniendo así fin a uno de los conflictos americanos más sanguinarios del siglo XIX que arrasó con la emergente nación paraguaya, la cual durante los años posteriores sería influenciada en diversos ámbitos por ambas naciones aliadas y generando un amplio debate sobre la figura de Solano López, la cual a partir del siglo XX comenzaría su etapa de reivindicación, principalmente por sectores ligados al emergente nacionalismo paraguayo de aquella época.

## Nacimiento e infancia

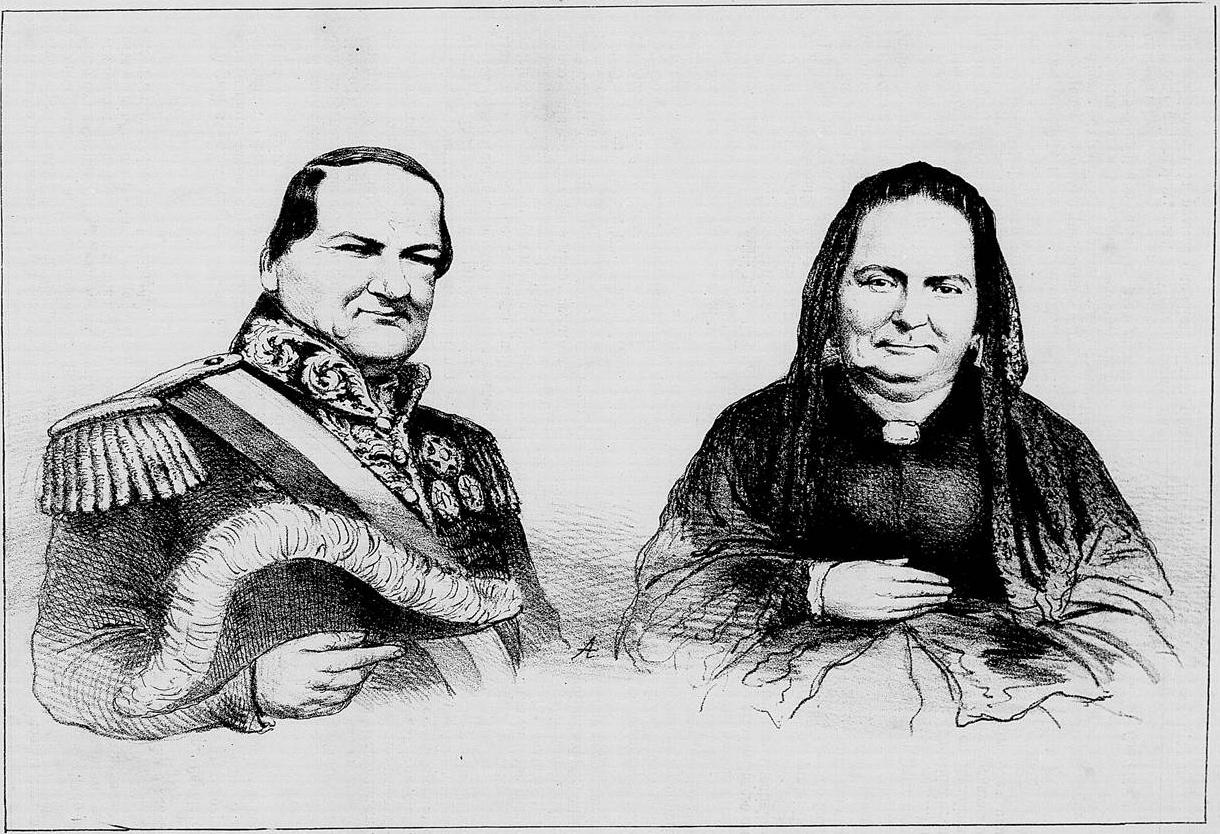
Carlos Antonio López y Juana Pabla Carrillo, padres de Francisco Solano López.

El 22 de julio de 1826 contraen nupcias el exprofesor de filosofía y licenciado en Derecho Carlos Antonio López y la aristócrata asuncena Juana Pabla Carrillo quienes en aquel entonces eran parte de una familia acomodada y partícipe de la vida social de la Asunción en tiempos del dictador José Gaspar Rodríguez de Francia. 
El primer hijo del matrimonio nace el 24 de julio de 1827 con el nombre de Francisco Solano López Carrillo en conmemoración a la festividad de san Francisco Solano que se celebraba también ese mismo día, y según el genealogista Narciso Binayán Carmona, era descendiente del conquistador, explorador y colonizador español Domingo Martínez de Irala (1509-1556); sus antepasados tenían un remoto origen mestizo guaraní, que compartía con muchos próceres de la época de la Independencia y con grandes personajes paraguayos y argentinos.
Vivió su infancia en tiempos de la dictadura de José Gaspar Rodríguez de Francia como era costumbre en la sociedad de la época, con austeridad y de manera pacífica. Su familia contaba con buena posición económica estatal, la cual fue acrecentada por una herencia recibida de parte del esposo de la abuela materna de Solano López, Lázaro Rojas Aranda, un acaudalado estanciero que contrajo matrimonio con María Magdalena Viana Larios, quien había enviudado de su anterior esposo, Pedro Ignacio Carrillo Cabañas de Ampuero.

Rojas se convirtió en padrino de bautismo de Solano López y debido a la cercanía que mantuvo con el infante decidió otorgarle diversos bienes en legado entre los que se encuentra un terreno cercano a la zona rivereña de la bahía de Asunción, donde años más tarde López mandaría edificar su palacio residencial. 

El Palacio Presidencial en el año 1869, estaba todavía en construcción, y durante la ocupación aliada, parte de su infraestructura quedó dañada debido al cañoneo de la escuadra brasilera a la capital Asunción, siendo erigida en los terrenos heredados de su abuelastro Lázaro Rojas.

López Carrillo, al igual que sus hermanos, fueron muy bien instruidos y educados por parte de Carlos Antonio López, siendo estos personas intelectuales y cultas, a su vez también con el pasar del tiempo Francisco Solano, aparte del Español y Guaraní, también hablaba fluidamente el Inglés, Latín, Francés, Portugués y el dialecto Irlandés, junto con eso fue una persona muy conocedora de la literatura y un gran lector, teniendo amplios dotes de orador.
Francisco Solano tuvo aparte otros hermanos, entre quienes se encuentran: Venancio (1830-1870), Mónica Rafaela (1833-1891), Benigno (1834-1868), y Juana Inocencia (1836-1902). Los dos hermanos terminarían obteniendo alta relevancia durante el futuro gobierno de su padre y un profuso desempeño durante la presidencia del primogénito de los López Carrillo, junto con a sus dos hermanas que también tendrían una amplia fama y estatus social dentro de la elite asuncena. Ninguno de los tres hermanos varones sobrevivirían a la guerra contra la Triple Alianza, mientras que Mónica Rafaela fallecería en París en 1891 y Juana inocencia en 1902 en Asunción de causas naturales.
Respectando a su educación, tuvo como profesor particular al maestro argentino Juan Pedro Escalada con quien aprendió Geografía, Historia, Aritmética, Gramática y la lectura de los textos clásicos de la época. También el sacerdote Miguel de Albornoz fue su maestro por algún tiempo. Formó parte de la Academia Literaria dirigida por el padre Marco Antonio Maíz. También fue alumno del Instituto de Matemática y Moral del padre Bernardo Pares completando así la educación recibida en sus primeros años de vida.

## Familia

### Relaciones
Con respecto a la vida sentimental de López este nunca llegó a contraer matrimonio con ninguna de las mujeres que lo acompañaron como pareja en determinado momento. Al adquirir la familia López alta preponderancia en la naciente sociedad paraguaya de la época, la fama del joven hijo del presidente comenzó a extenderse especialmente entre el público femenino.

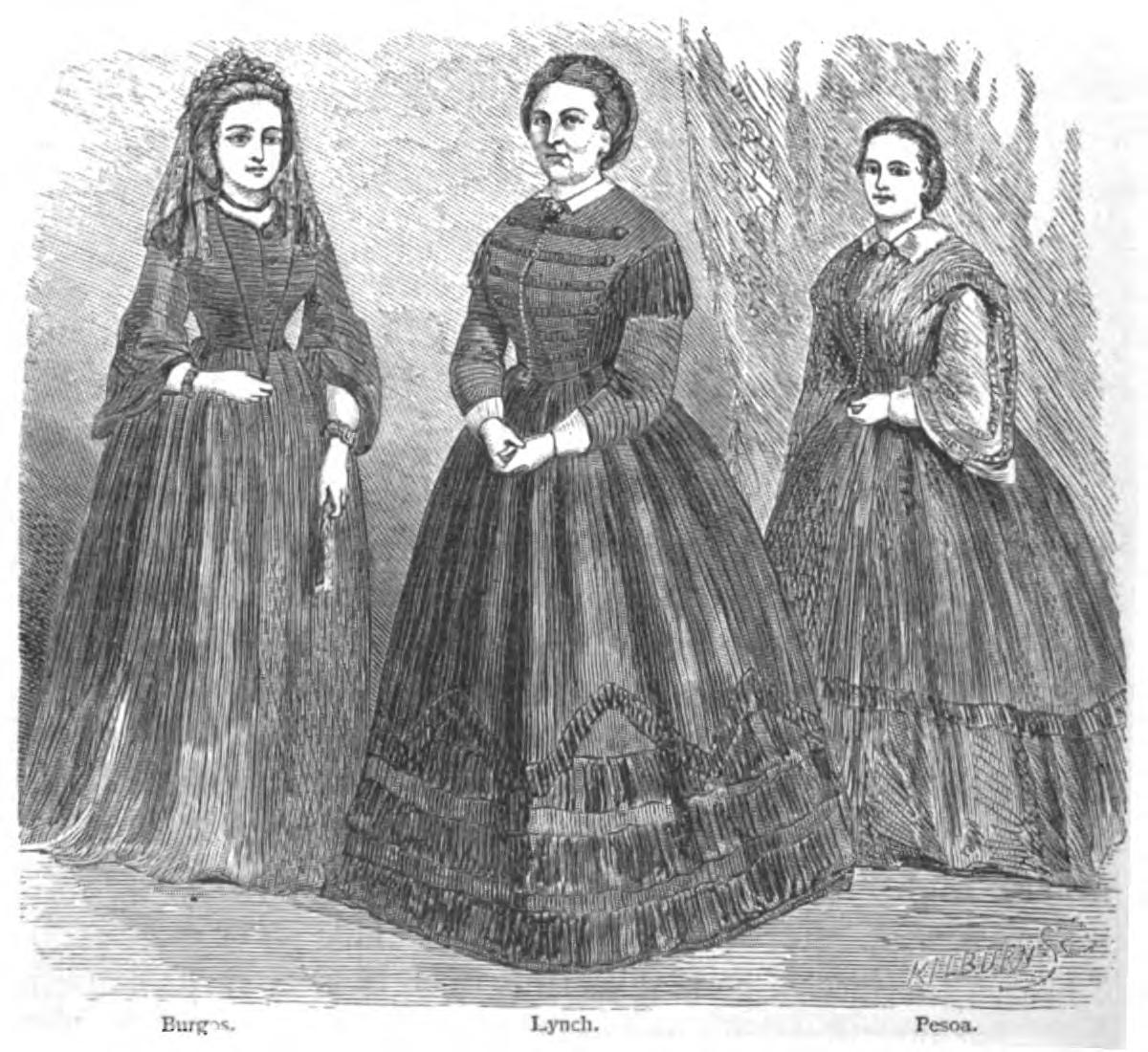
Amantes de López: Saturnina Burgos, a quien frecuentaba antes de sus viajes a Europa; Elisa Alicia Lynch, su concubina hasta su muerte en Cerro Corá, luego de ella haber abandonado a su esposo Xavier de Quatrefages y Juana Pesoa, su novia de adolescencia, con quien tuvo otro hijo extramatrimonial.

### Descendencia

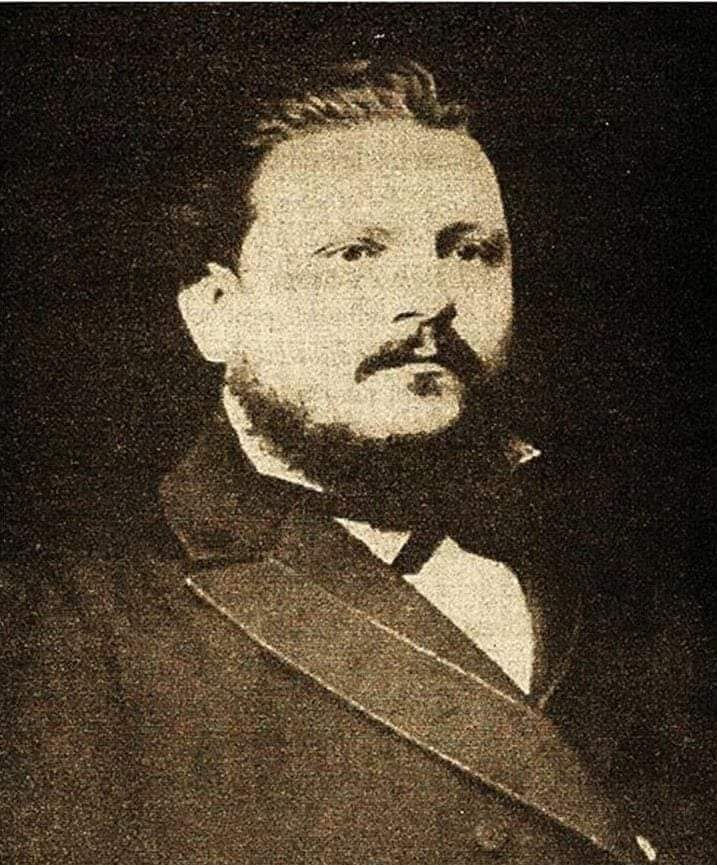
Jesús María Carrillo.

Su primogénito fue Jesús María Carrillo, nacido el 11 de noviembre de 1848, hijo de María Asunción Carrillo Falcón, quedando huérfano de madre a los seis años, a los dieciséis se incorporó al ejército con el rango de Alférez y cayó prisionero en la Batalla de Lomas Valentinas. Estudió y se recibió de escribano, y alcanzó a ser Juez e incursionó también en la política, falleciendo en 1907. Tuvo un hermano del mismo padre llamado Alejo Antonio Carrillo, que murió en 1873.

### Hijos con Juana Pesoa

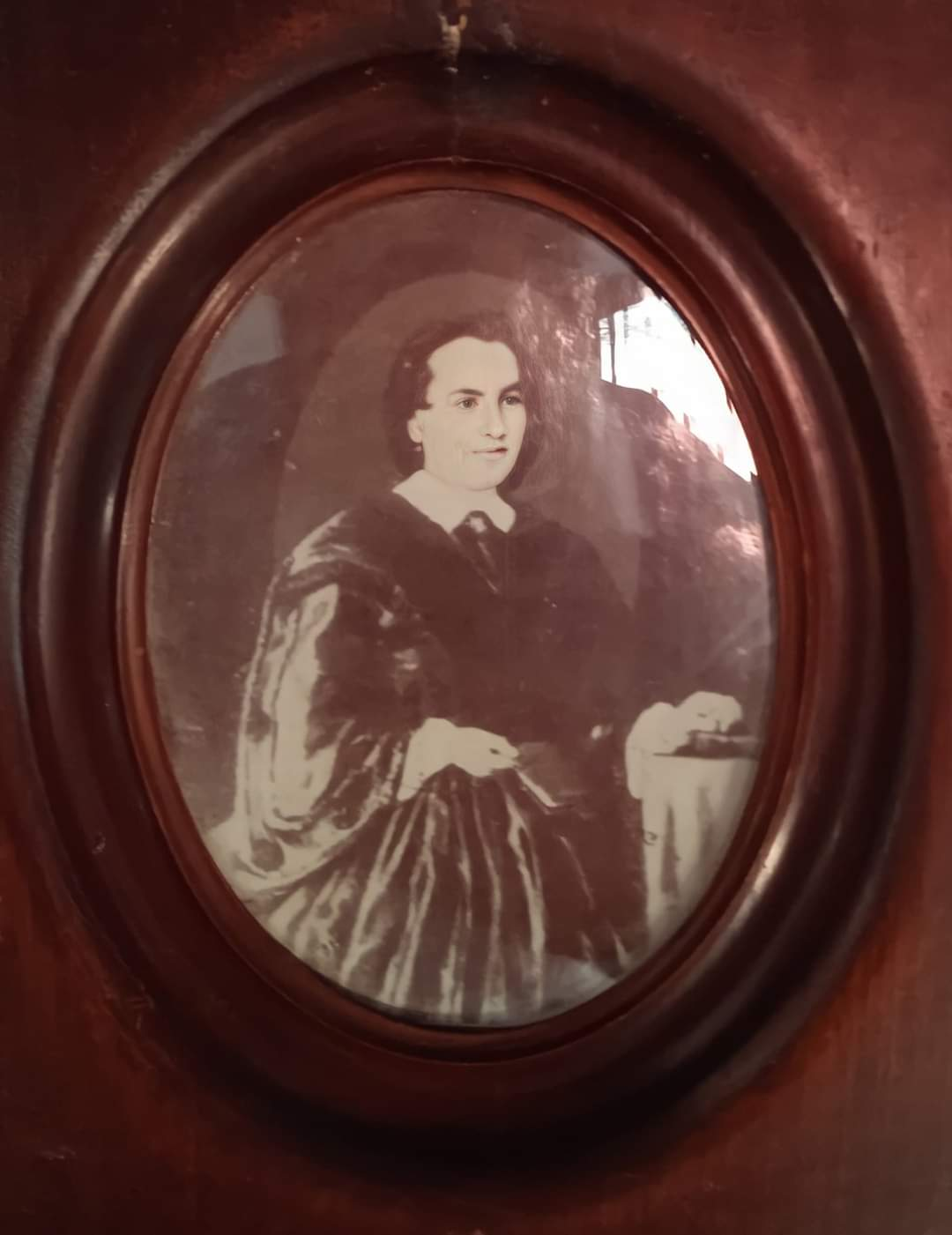
"Juanita" Pesoa.

Manuela Juana Paula Pesoa (1830-1912) era descendiente de una de las familias más tradicionales de Pilar, y conoció a Francisco Solano López cuando era encargado de un contingente militar en la frontera, siendo de sus primeros amoríos en la adolescencia.
En 1850 nacería Emiliano Víctor, primogénito de Juanita, al año siguiente, Adelina Constanza y en 1860 José Félix.
Adelina y José Félix fallecieron en 1868 y 1870 respectivamente y tampoco sobrevivirían a la Guerra de la triple alianza excepto Emiliano Víctor que estudiaba en el extranjero, y fue protegido por Madame Lynch, muriendo en 1875 a los veinticinco años de edad.

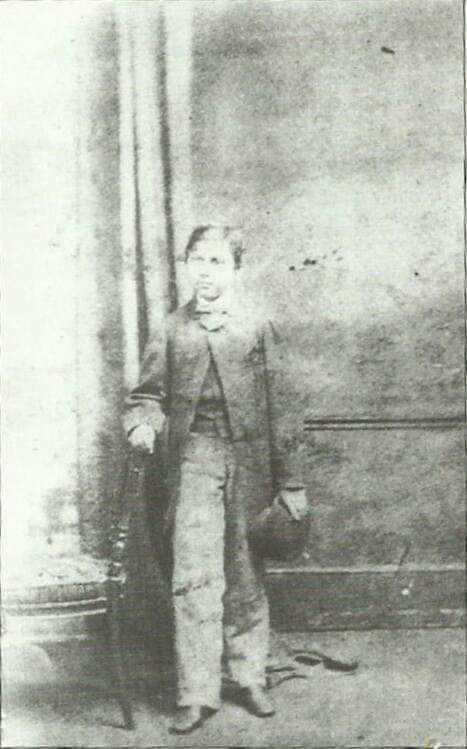
Emiliano Víctor López Pesoa durante su niñez.

Más tarde Juanita se casaría en 1872 con el coronel Pedro Hermosa, militar y veterano de la guerra de la triple alianza, quedando viuda en 1899, y terminó trasladándose a su natal Villa del pilar, en donde falleció en 1912, a sus ochenta y dos años.

### "Rosita" Carreras y Juan León Benítez

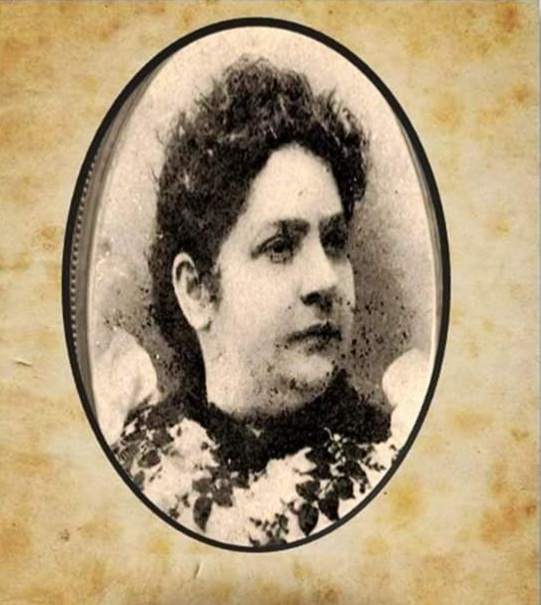
"Rosita" Carreras.

Nacida en 1849, fue hija de Ana Carreras, siendo parte de la élite asuncena, quedó bajo el cuidado de Elisa Lynch y durante la guerra de la Triple Alianza acompañó a su padre hasta Cerro Corá en donde se arregló un casamiento con el coronel Juan Crisóstomo Centurión pero que no pudo concretarse debido a la llegada de las tropas brasileras y la posterior batalla homónima.
Fue junto con Lynch a Europa y más tarde retornaría a Asunción, en donde se casó con un hombre de nombre Eduardo Fernández, adoptando también una niña de nombre Filomena Petrona.
Cuando fue soltera tuvo un hijo llamado José Antonio Carreras, que se presentó para el juicio sucesorio del Mariscal López en 1895.
Falleció el 13 de marzo de 1925, a los casi setenta y seis años.

#### Juan León Benítez
Supuestamente fue el verdadero primogénito de Francisco Solano López, Nacido el 24 de junio de 1842, hijo de una mujer de apellido Benítez.
Todos lo conocían como Mariscal'i (que significa "pequeño Mariscal" en guaraní), por decir que era primogénito de Francisco Solano, y que fue criado por Don Carlos Antonio López, siendo entrevistado cuando tenía ciento un años de edad, aunque según el historiador Luis Verón, solo sobrevivió menos de dos años, Falleciendo párvulo.
Es mayormente una tradición oral su historia, y muy poco se sabe realmente sobre su persona, origen o la verdad detrás de su presunta existencia.

### Hijos con Elisa Alicia Lynch

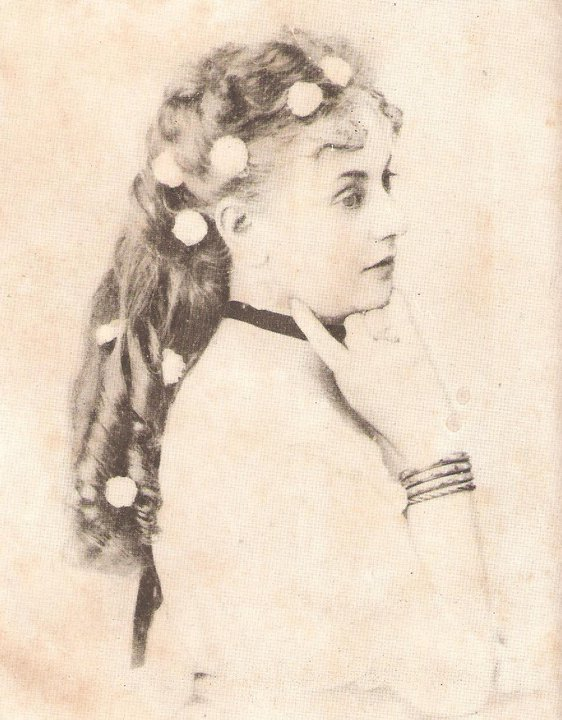
Elisa Lynch.

Elisa Alicia Lynch nació el 19 de noviembre de 1833 en Cork, Irlanda, cuando esta formaba parte del imperio británico, siendo hija de John Lynch y Jane Clarke Lloyd.
A los dieciséis años de edad el 3 de junio de 1850 se casó con el médico militar francés Xavier de Quatrefages, que fue destinado a combatir en Argelia, viajaron a París más tarde y tres años después se separaron, aunque no sería anulado posterior a varios años.
Elisa Lynch estuvo en la corte de Napoleón III en donde con veinte años, conocería en un baile organizado por el emperador Francés a Francisco Solano López, que estaba en calidad de ministro plenipotenciario del Paraguay en Europa.
Viajó junto a él rumbo a Paraguay, y el 31 de enero de 1855 dio a luz a su primogénito Juan Francisco López Lynch en Buenos Aires, Argentina. 
Fue parte de la élite asuncena, e introdujo muchas modas provenientes del Viejo Continente al Paraguay, como la moda europea y la etiqueta en la populosa sociedad de aquel entonces.
Aparte de Juan Francisco, apodado "Panchito" o "Coronel Panchito López" tuvo otros hijos de nombre: Corina (1856-1857), Enrique (1858-1917), Federico (1860-1904), Carlos Honorio (1861-1924) Jorge (1861) y Leopoldo (1862- c. 1870), el séptimo llamado Miguel Marcial, nació en 1866 durante la guerra, pero murió un año después por la cólera.
Por un testamento ológrafo del 4 de junio de 1865 Francisco Solano López reconocía a todos sus hijos frutos de su pareja con madame Lynch.
Tuvo que afrontar la guerra y perdió a su pareja junto con su hijo Panchito en Cerro Corá, y fue llevada a Asunción en calidad de prisionera por las tropas imperiales brasileras. 
Partió rumbo a Europa en donde, tras ser todos sus bienes embargados, en octubre de 1875 volvería al Paraguay para reclamar los mismos pero fue nuevamente expulsada. Posterior a ello escribió un libro de "exposición y protesta", en donde se defendía de las calumnias con las cuales fue vilipendiada y falleció en París el 25 de julio de 1886 a sus cincuenta y tres años, a causa de un cáncer de estómago.
Uno de los hijos que más resaltó fue Enrique Venancio López Lynch, que junto con Juan E. O'Leary se dedicó a reivindicar la figura de su padre, adoptando el apellido "Solano López" para su familia (Línea López-Lynch) y poder diferenciarse de otros familiares o personas que portaban el apellido López.

## Incursión en el ejército
A la muerte del doctor José Gaspar Rodríguez de Francia, siguió un interregnum hasta que Carlos Antonio López Ynsfran fue designado como su sucesor. Este nombra a su hijo Francisco Solano López Carrillo como jefe del Ejército paraguayo en 1845. En ese tiempo se desató una crisis con las Provincias Unidas del Río de la Plata que estaban regidas por el general Juan Manuel de Rosas. Paraguay declaró la guerra al gobierno de Rosas y Solano López, muy joven, participó en las operaciones sobre la provincia de Corrientes, junto a las tropas del militar argentino José María Paz. El conflicto no pasó a mayores y los soldados paraguayos regresaron al país. La guerra contra Rosas continuaría con la destrucción de fortines y guarniciones argentinas instaladas de forma ilegal en las Misiones. Solano López junto al Coronel Húngaro Franz Wisner von Morgenstern dirigió esas operaciones. Posteriormente, alcanzada la paz con Buenos Aires, haría estudios militares bajo la dirección del Coronel brasileño Hermenegildo de Albureque Porto Carrero.

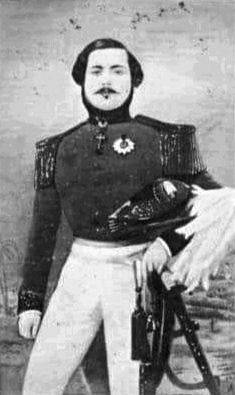
El General López en su juventud, en 1845 fue ascendido a Brigadier para ir a luchar contra el gobernador Juan Manuel de Rosas junto con el militar Correntino José María Paz pero sin embargo, el conflicto no llegó a mayores y Francisco Solano retornó al Paraguay junto con su Ejército más tarde.

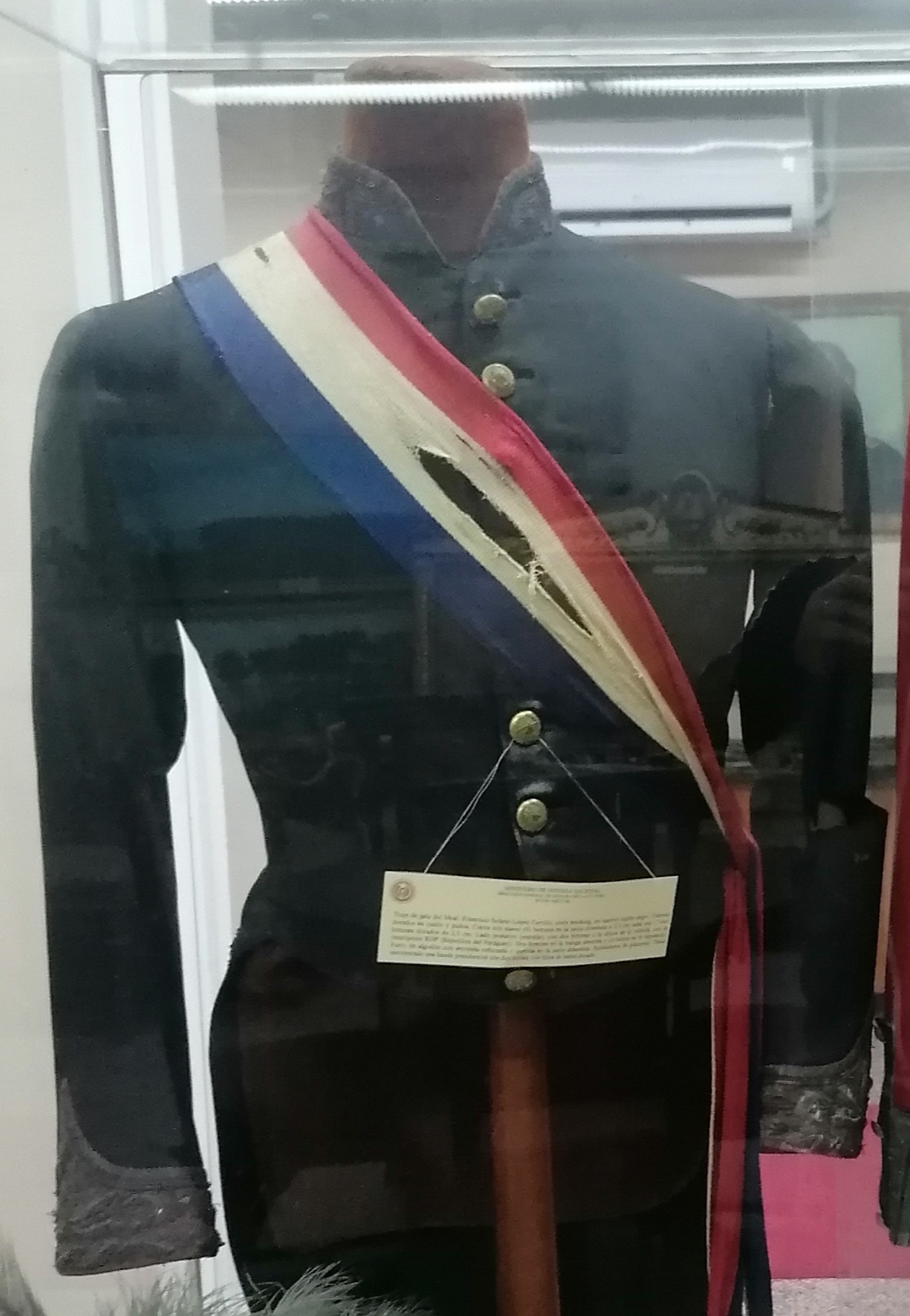
Uniforme militar de Francisco Solano López exhibido en el Museo Militar del Ministerio de Defensa Nacional de la ciudad de Asunción.

Posterior a la llegada de Francisco Solano de su Gira Diplomática a Europa en el año 1855, su padre Carlos Antonio López poco después le dio la jefatura del Ministerio de Guerra y Marina en donde este se encargó de inspeccionar y modernizar el Ejército Paraguayo, visitando constantemente la fundición de hierro de Ybycuí y la Fortaleza de Humaitá.
A su vez en 1862, tras ser electo Presidente de la República por un periodo de diez años, fue ascendido a General de División y en 1865, un año después del comienzo de la Guerra contra el Imperio del Brasil el congreso lo nombró "Mariscal presidente de los Ejércitos Paraguayos" así como también se declaró la guerra a la Argentina, dando paso a la alianza conjunta entre el imperio y Buenos Aires más la República del Uruguay, culminando finalmente en el Tratado Secreto de la Triple alianza y por consiguiente, la Guerra contra el Paraguay.
Francisco Solano López a pesar de su edad muy corta para el mando, tuvo en sus manos la responsabilidad de toda una nación mediante las fuerzas armadas, que con el pasar del tiempo cambió de ser una tropa indisciplinada, desorganizada y dependiente de las milicias, a ser un ejército numeroso y bien adiestrado para el combate, según Jorge Thompson, oficial inglés al servicio del Paraguay, afirmaba en sus memorias que en 1865 de veinte mil hombres, se pudo levantar un ejército de casi setenta mil soldados llamados a las armas mediante la leva anual, siendo conscriptos varones de entre quince a sesenta años de edad, sin contar los seis mil a siete mil que murieron en los campamentos militares o antes de poder enrolarse.
No obstante, López Carrillo fue desde 1845, el único general de todo el escalafón militar por casi dos décadas en el ejército paraguayo con dieciocho años de edad hasta que la Guerra de la Triple Alianza tuvo su inicio, y el primero en la historia paraguaya independiente y el único en vida que fue ascendido a Mariscal, hasta que José Félix Estigarribia recibió aquel rango de manera póstuma, siendo este el segundo y último militar que fue obtuvo esa graduación junto con López.
Incluso también los dos hermanos de Francisco Solano siguieron una carrera militar, Venancio se adhirió al ejército siguiendo la rama de Infantería, llegando a ser Ministro de Guerra y Marina durante el gobierno de su hermano mayor y alcanzando el rango final de Coronel en su trayectoria, y Benigno optó por ser oficial de Artillería, llegando a ser Mayor o Comandante, más el hijo del Mariscal López, el militar Juan Francisco López Lynch fue también Coronel del ejército durante la guerra.

## Función diplomática

### Primeros pasos: Viaje a Buenos Aires
Con 15 años, cumple a pedido de su padre, cónsul en ese entonces, la misión diplomática de acompañar en su viaje a Buenos Aires a los plenipotenciarios Andrés Gill y Manuel Pedro de la Peña con el objetivo de presentar a Rosas la declaración de la independencia nacional firmada el 25 de noviembre de 1842. Los tres paraguayos se hospedaron en la residencia de la familia González para posteriormente presentar ante Rosas una nota el 28 de diciembre de 1842 solicitando el reconocimiento de la independencia, dicha nota fue contestada por Rosas el 26 de abril de 1843 en la cual autoriza que el Paraguay envíe un emisario ante su gobierno sin reconocer oficialmente la independencia.

### Embajador plenipotenciario ante Europa
Con la caída de Juan Manuel de Rosas y la navegación de los ríos interiores del Plata liberada para el comercio paraguayo, Carlos Antonio López tuvo la oportunidad propicia para potenciar la exportación de materia prima paraguaya e iniciar el camino hacia la importación de elementos industriales para la instalación de futuras industrias que se ubicarían a la vanguardia de los sistemas modernos de la época. Durante gran parte del siglo XIX, Inglaterra fue el epicentro del apogeo de las principales industrias de la modernidad de entonces, por lo cual, el presidente López decidió emprender contactos con esta nación a inicios de la década de los 50. Para el emprendimiento de una misión especial a Europa decidió designar a su primogénito a finales de 1852 como ministro plenipotenciario del Paraguay en Europa y se convirtió en "mano derecha" del mismo. 

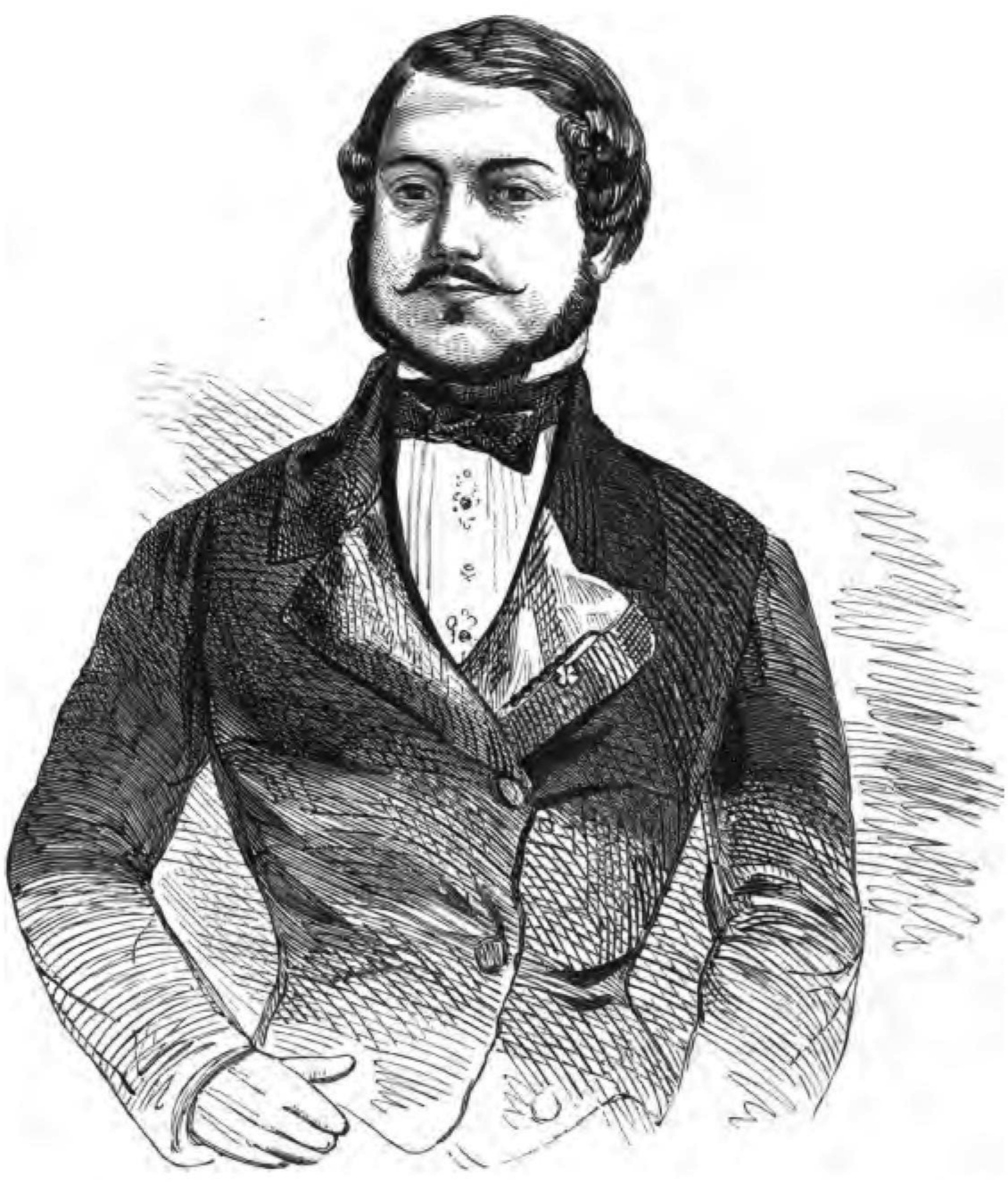
Brigadier General Don Francisco Solano López, ministro plenipotenciario del Paraguay en Europa.

Francisco Solano López zarpó del puerto de Asunción el 12 de junio de 1853 con rumbo a Buenos Aires a borde del buque "Independencia del Paraguay" acompañado por una senda delegación integrada por Juan Andrés Gelly como consejero, Félix Egusquiza como secretario, así también junto con Benigno López, quien se acopló a la misión en Río de Janeiro sumados el comandante Vicente Barrios, el capitán Rómulo Yegros, el alférez Paulino Alén, mientras que como agregados iban Andrés Herreros y el capitán José María Aguiar. Llegada la delegación a Buenos Aires se embarca en el vapor inglés "Prince" para finalmente emprender el viaje hacia tierras europeas. 

La embarcación que hacía de transporte de dicha delegación llegó al puerto de Southampton el 14 de septiembre de 1853 y desde allí se dirigió a Londres, hizo contactos en los países europeos de Reino Unido, Francia, Prusia, España y Piamonte-Cerdeña con el objetivo de obtener el reconocimiento de la independencia paraguaya por parte de esos países, además de comprar armas, barcos y blindajes para el ejército. Viajó hasta Londres para desde allí dirigirse hasta el castillo de Windsor, donde fue recibido por parte de la reina Victoria y su esposo, el príncipe Alberto, en audiencia el 24 de octubre de 1853, ocasión en la cual realizó la presentación de sus cartas credenciales pronunciando un discurso el cual fue respondido en términos amistosos por parte de la monarca. Aprovechó su estadía en suelo inglés para gestionar la adquisición de un buque fabricado en Inglaterra que llevó por denominación "Tacuarí", así también la adquisición de material de guerra, astilleros, herramientas para la formación de florecientes industrias en el territorio nacional y la contratación de técnicos, maestros, médicos, marinos, etc. 

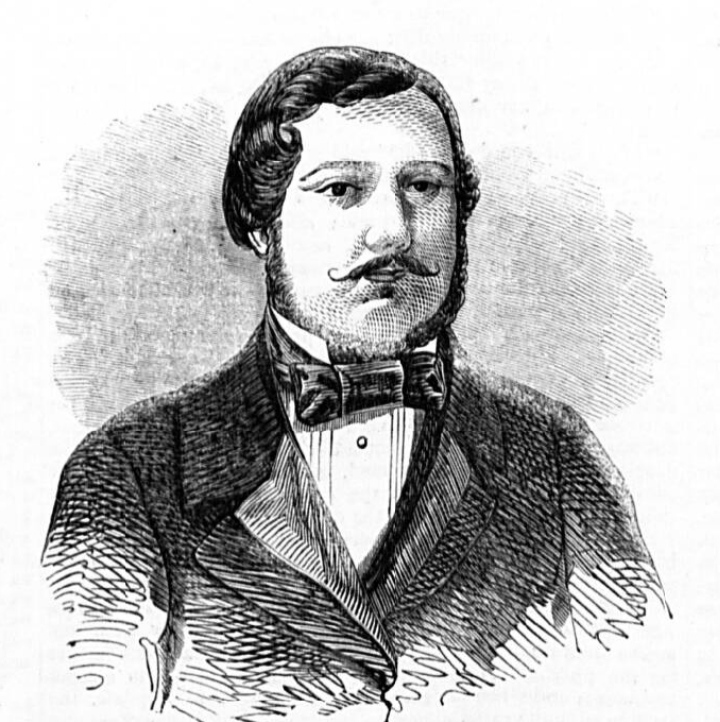
Francisco Solano durante su estadía en las islas británicas según un periódico inglés de la época.

Luego de fructíferas gestiones emprendidas en Inglaterra, de Londres se trasladó París, donde, el 28 de diciembre, a las 14:00 horas, hizo solemne entrega de sus cartas credenciales al emperador Napoleón III en el Palacio de las Tullerías en presencia de los miembros de la Corte Imperial. López Hizo estudios militares en la Escuela Especial Militar de Saint-Cyr (en donde llevó a cabo ejercicios y maniobras militares ante la presencia del emperador Napoleón III Bonaparte) y contrató en el Reino de Cerdeña-Piamonte a oficiales italianos para modernizar al Ejército paraguayo.  Posteriormente, conocería en la capital francesa a Elisa Alicia Lynch, una irlandesa de educación parisina que se convirtió en la concubina del resto de su vida y en madre de sus siete hijos reconocidos (además López tenía tres hijos «naturales» con la pilarense Juana Pesoa). Estuvieron juntos durante quince años pero nunca pudieron casarse ni vivir en la misma casa, ya que la cultura moralista de Asunción no se lo permitió. A su regreso en 1855, López trajo consigo mucho armamento y un buque de guerra, el Tacuarí, un buque a vapor de 428 toneladas, con velocidad de 16 millas por hora al precio de 29.850 libras esterlinas, dicho buque estaba armado con dos cañones de 60, dos de 32 y dos de 8, mientras que la encargada de su construcción fue la firma británica Blyth y para su posterior traslado hasta Paraguay fue contratado el capitán inglés G. T Morice. Además trajo en otro barco y en contra de los deseos familiares, a su pareja y concubina irlandesa junto a su primer hijo en brazos, Juan Francisco López Lynch, quien después sería conocido como el coronel Panchito López. 
El 30 de enero de 1854 tuvo lugar en el Ministerio de Asuntos Extranjeros el canje de los instrumentos de ratificación del Tratado de Amistad, Comercio y Navegación suscrito en Asunción el 4 de marzo de 1853. Poco después el emperador le otorgó las insignias de Comendador de la Legión de Honor y por su jerarquía de general lo invitó a importantes actos castrenses. El emperador tuvo siempre comportamientos fraternos con López, a quien incluso había enviado una carta de felicitaciones por su asunción al mando en 1862, con los términos más cordiales lo cual hace suponer que la relación entre ambos escapaba de lo meramente formal.

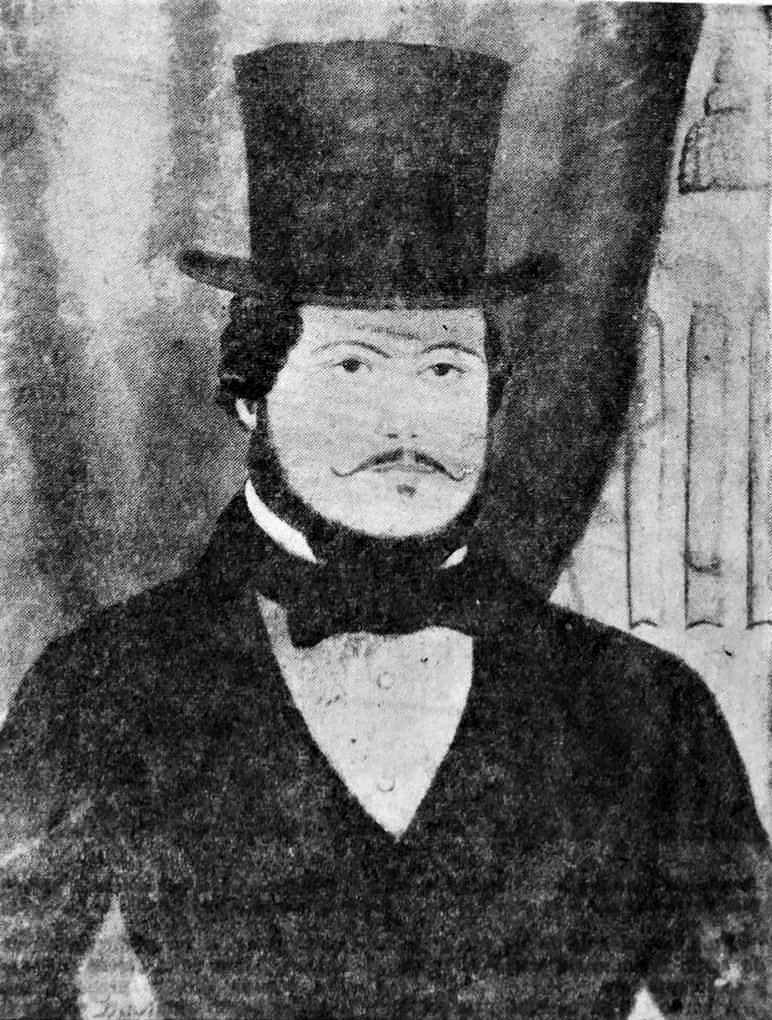
Francisco Solano López con sombrero de copa alta en Francia.

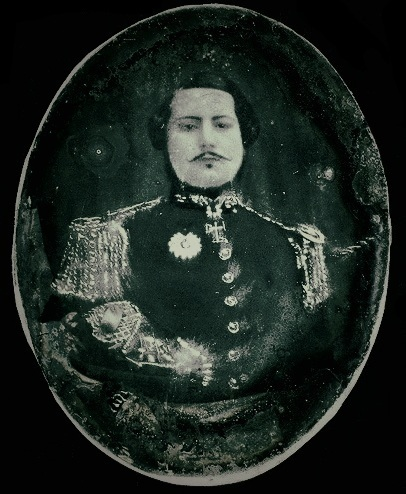
Daguerrotipo del General Francisco Solano López, realizado en 1854 por el retratista Hilaire David, siendo a su vez el primer paraguayo fotografiado.

El 2 de abril de 1854 fue recibido en la ciudad de Turín por el rey de Cerdeña, Víctor Manuel II, quien como muestra de cordialidad con la delegación paraguaya otorgó al presidente Carlos Antonio López el Gran Cordón de la Sagrada y Militar Orden de los Santos Mauricio y Lázaro, mientras que a Francisco Solano le confirió otra condecoración de la misma orden con el rango de Comendador. El 28 de marzo de 1854, en una ceremonia solemne, se realiza el canje de ratificaciones del tratado de marzo de 1853. Aprovechando su estadía en dicho país, Solano López se traslada hasta Roma con motivo de reanudar las pausadas relaciones entre la Santa Sede y el Paraguay, el cual en ese entonces se encontraba sin obispo en funciones ya desde la dictadura de Francia. El 26 de abril de 1854 Solano López solicitó al cardenal Giacomo Antonelli secretario de estado de los Estados Pontificios, la realización de una audiencia privada con el Papa Pío IX, no obstante, no fue recibido debido a que en dicha ocasión se celebraban los ritos de Semana Santa, pero fue condecorado con la Orden Suprema de Cristo, máximo premio otorgado por la santa sede.   

Las relaciones entre la Iglesia y el Paraguay habían quedado bastante deterioradas después de la reglamentación del dictador de insubordinar a la dirigencia eclesial respecto de cualquier mandato extranjero, por consiguiente, supeditarla exclusivamente al mandato de la máxima autoridad paraguaya y aislarla de cualquier disposición emanada desde Roma.  Con la misión de López también se buscó la emisión de una bula papal para el nombramiento como Obispo Auxiliar de Gregorio Urbieta, quien fue nombrado por el presidente Carlos Antonio López tras la vacante dejada por el fallecido obispo Marco Antonio Maíz en 1843. Posteriormente, el cardenal Antonelli respondió en un pliego a Solano López aduciendo los motivos por los cuales el Papa no recibió a López en su primera solicitud, entre sus motivos se encontraban que "la Constitución paraguaya reconocía al gobierno el derecho del patronato sobre los beneficios de las Iglesia; que disponía de los diezmos eclesiásticos, prohibía el establecimiento de institutos de educación religiosa y que no había seminarios...".   

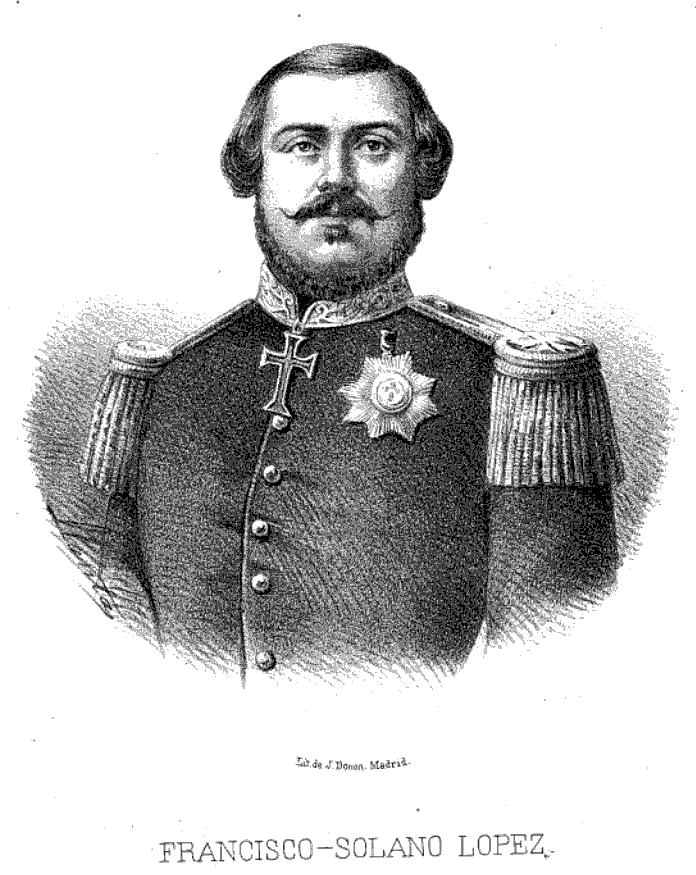
Don Francisco Solano López.

### Incidentes con el Brasil
Como respuesta diplomática al incidente del retiro de Pereira Leal, el imperio decide enviar al plenipotenciario Ferreira de Oliveira. En 1855 se produjo un incidente con la armada brasileña. Haciendo reclamos, el almirante Pedro Ferreira de Oliveira invadió con veinte cañoneras y 130 piezas de artillería el territorio paraguayo. Carlos Antonio López Ynsfran, enfurecido, alista al Paraguay para la guerra, por ello encomienda a Solano López aprestarse a la defensa en Humaitá, trasladando las tropas desde Paso de Patria, el encargado de trazar la defensa fue el Ing. Francisco Wisner de Morgenstern. El comandante brasileño llega hasta Itapirú y es recibido por Francisco Solano López Carrillo, quien lo recibe con la frase "¿la guerra o la paz?". "Paz" contestó el brasileño. "Entonces ingrese en un sólo buque" dijo López Carrillo y Ferreira de Oliveira cumplió y en la mesa diplomática, dirigida por Solano López, se sentaron bases que fueron humillantes para Brasil, por consiguiente, dicho tratado no fue ratificado por el emperador y bastante criticado por la prensa carioca.
El día 20 de febrero de 1855 la flota dirigida por Ferreira de Oliveira llega hasta las aguas del río Paraguay, específicamente en la zona de Cerrito donde se ubicaba una escuadrilla dirigida por el capitán Pedro Ignacio Meza quien advierte al almirante brasileño que no podían pasar aguas arriba sin previa autorización del gobierno paraguaya, aquel mismo día se dirige al gobierno paraguayo con la finalidad que pueda seguir el curso aguas arriba, finalmente la autorización llega y el 27 permite al brasilero partir desde Cerrito a bordo de la embarcación Maracaná llegando a la capital el 15 de marzo. Ya en Asunción inicia las tratativas con el gobierno el cual estaba representado por Francisco Solano López, posterior a varias conferencias entre ambos finalmente se firma el 27 de abril de 1855 se firma un tratado de comercio y navegación, exceptuando la cuestión de límites por el plazo de 1 año.

En enero de 1858 con motivo de zanjar la cuestión de límites con el Brasil el gobierno del Imperio decide enviar a uno de sus más prolíficos diplomáticos, José María da Silva Paranhos, quien tras varias reuniones con Francisco Solano López decide suscribir con este el 12 de febrero de 1858 la Convención fluvial explicativa y ampliatoria del tratado de amistad, comercio y navegación del 6 de abril de 1856 que estipulaba diversas cuestiones sobre la libre navegación en los ríos Paraná y Paraguay. Dicho protocolo fue ratificado por ambas partes.

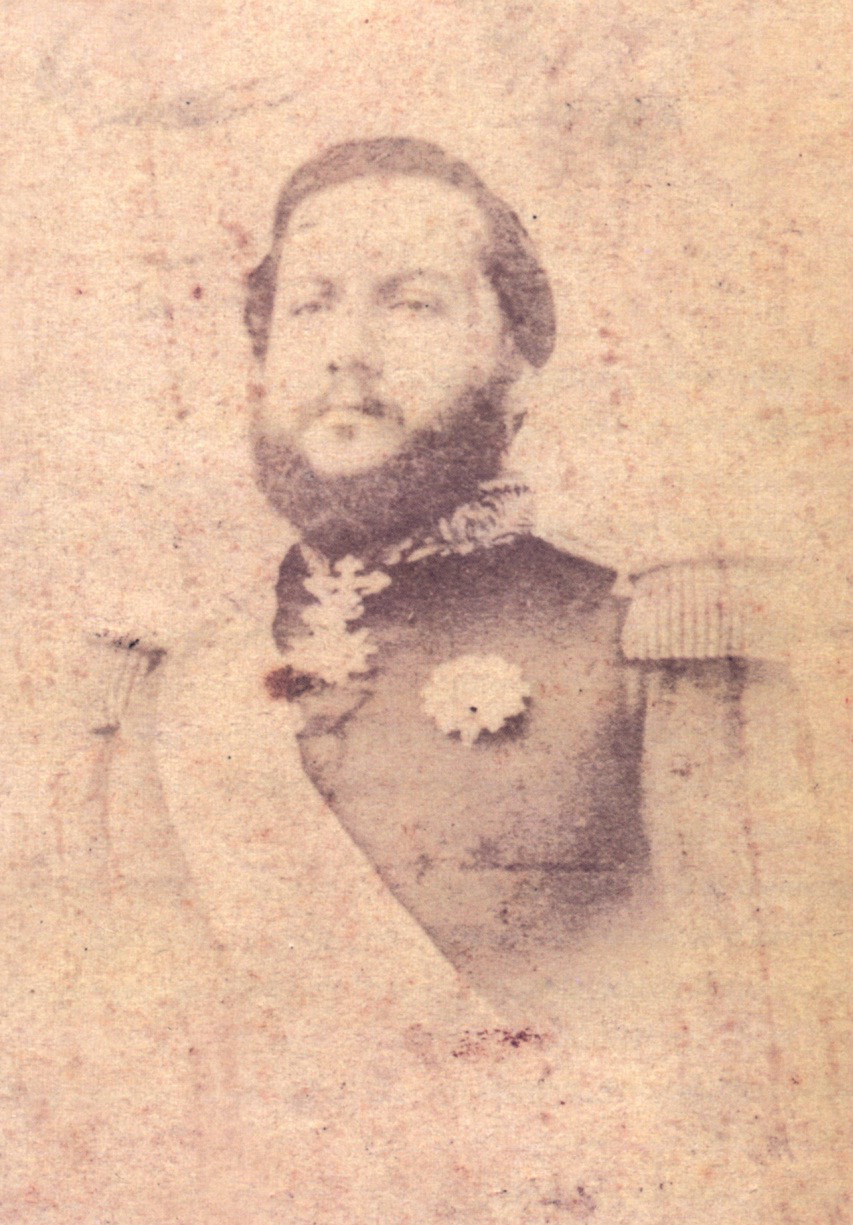
Francisco Solano López, año 1859.

### San José de Flores

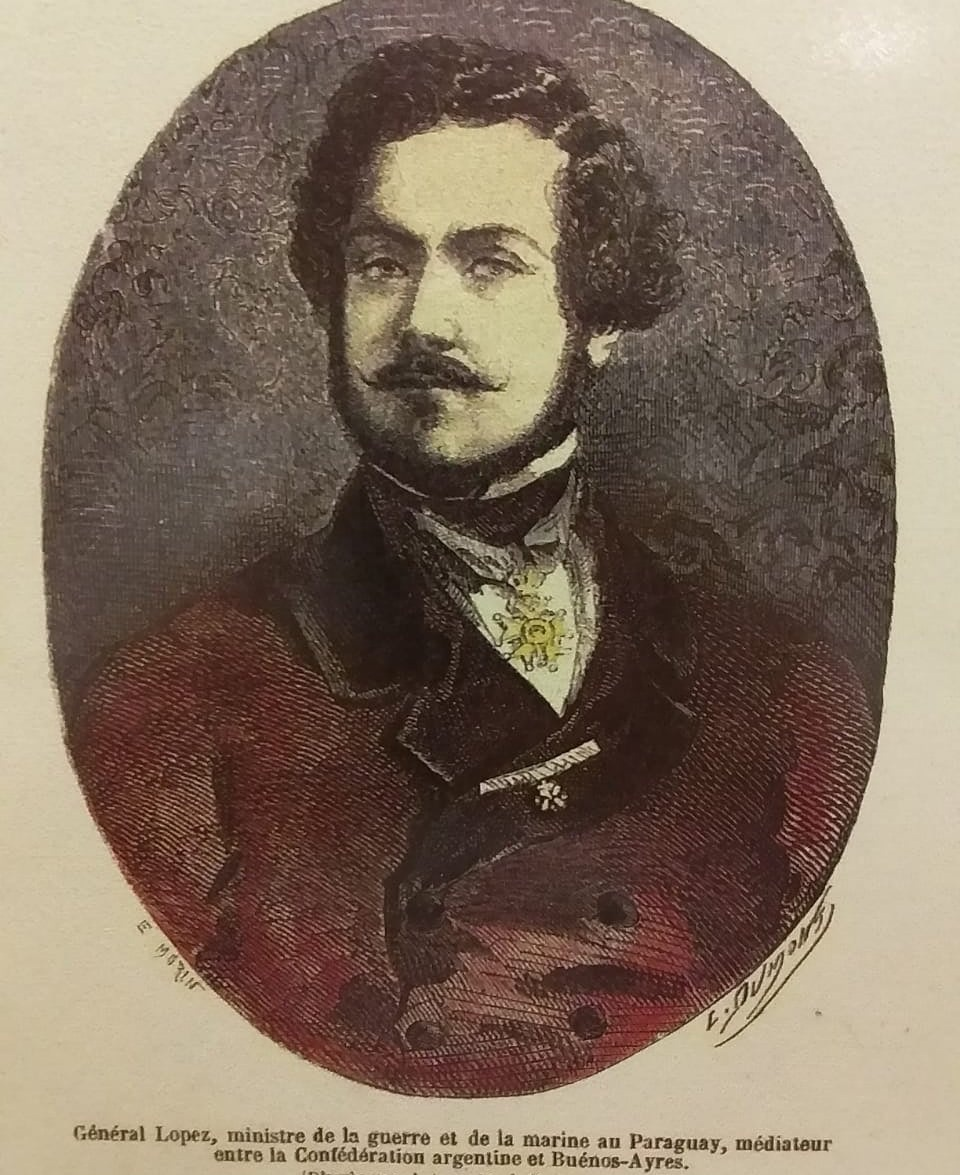
Brigadier general Don Francisco Solano López como mediador entre Bartolomé Mitre y justo José de Urquiza.

Con motivo de pacificar la profunda división argentina entre Buenos Aires y la Confederación, Carlos Antonio López recibió a varios emisarios de ambas partes contendientes con la finalidad de apoyar a Urquiza o mantenerse neutral ante el conflicto argentino. El presidente López optó por evitar adherirse a uno u otro bando, por lo cual decide enviar en 1859 a su primogénito con el objetivo de concretar la pacificación y la posterior unidad de la familia argentina, diversos fueron los intentos de Solano López para lograr las instrucciones de su padre, hasta que finalmente logra concretar el 11 de noviembre de 1859 la firma entre el general entrerriano Justo José de Urquiza y el general porteño Bartolomé Mitre del Pacto de San José de Flores, que introdujo a Buenos Aires en la Constitución Nacional Argentina. 
Para el cumplimiento de dicha misión López parte de Asunción a bordo del "Tacuarí" con una comitiva integrada por su hermano Benigno López, Paulino Alén y Gregorio Benítez como secretarios, mientras que como agregados acudieron Carlos Saguier, Ildefonso Bermejo, el inglés Guillermo Stewart y los funcionarios de cancillería Ramón Mazó y Claudio Riera, el capellán del ejército J. M Núñez. Entre los demás se encontraban funcionarios militares Francisco Isidoro Resquín, Francisco Wisner de Morgenstern, el sargento mayor Antonio de la Cruz Estigarribia, mayor Francisco González, subteniente Manuel Núñez, subteniente de Infantería José E. Díaz, mayor José María Aguiar, mayor Rómulo Yegros, capitán Avelino Cabral, Cándido Mora y el subteniente Pedro Duarte. Creó buenos lazos de amistad con Urquiza. La mediación fue particularmente dificultosa: en un primer momento ambos gobiernos enviaron representantes a negociar, pero estas fracasaron rotundamente y Urquiza estaba dispuesto a ingresar a Buenos Aires por la fuerza. López Carrillo le solicita a Urquiza un día más para ingresar a la ciudad e intentar personalmente una última negociación antes de la invasión y efectivamente, cuando Urquiza entra en Buenos Aires el gobierno había renunciado. 
Cuando estaba regresando al Paraguay en el buque "Tacuarí", es interceptado por una flotilla británica que le cañonea e impide el paso. López Carrillo estaba dispuesto a contestar la agresión pero a pedido de los ingleses que servían en su buque, quienes temían consecuencias contra sus familias en Gran Bretaña, decidió regresar por tierra a Paraguay. El ataque inglés se debió, aparentemente, a los conflictos con el gobierno paraguayo a causa del apresamiento del espía anglo-uruguayo Santiago  Canstatt. El conflicto concluyó de manera favorable para el Paraguay, reconociendo Inglaterra la culpa por los actos y presentando sus disculpas oficiales al gobierno de los López.

## Presidencia

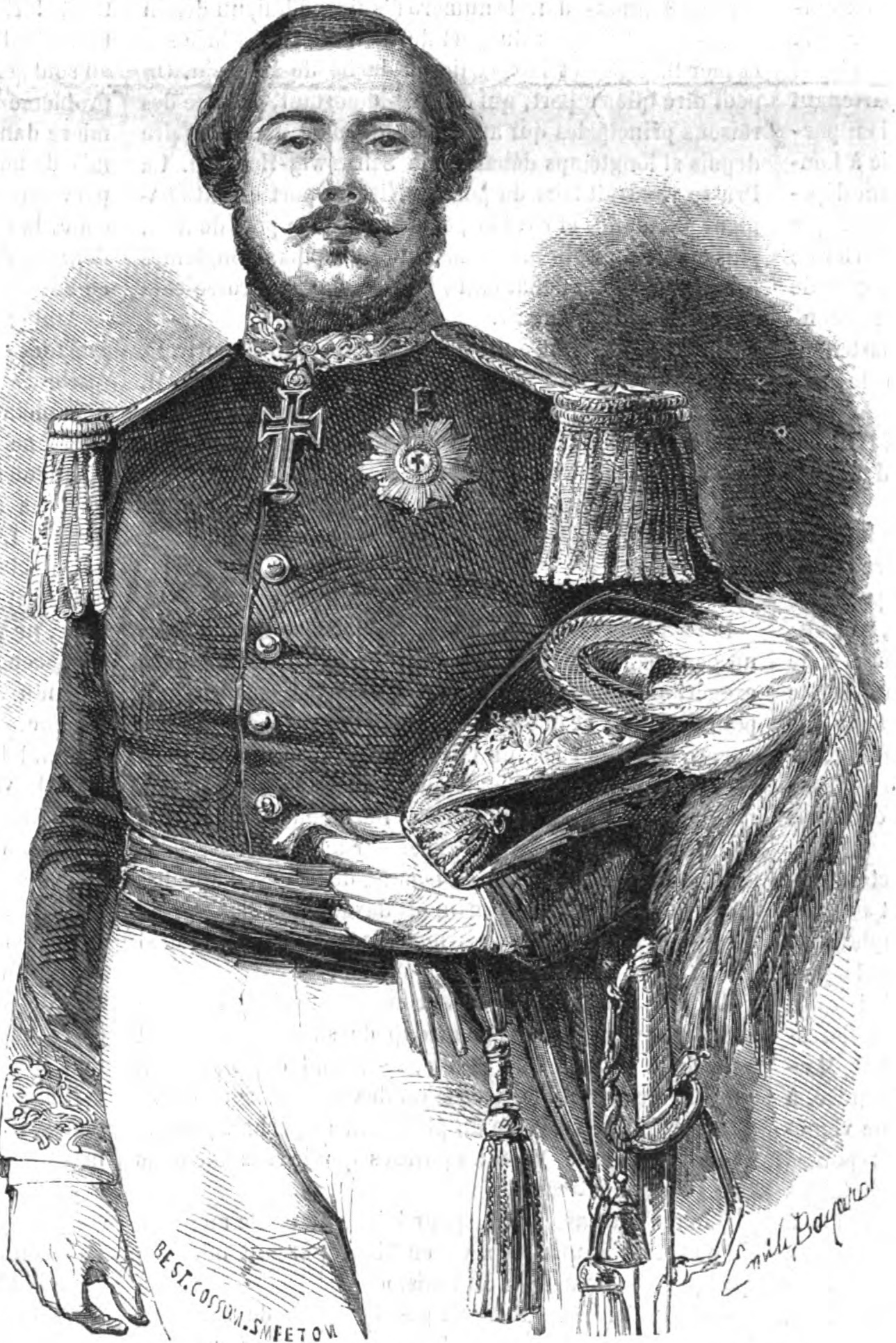
Francisco Solano López después de asumir la presidencia del Paraguay en el año 1862.

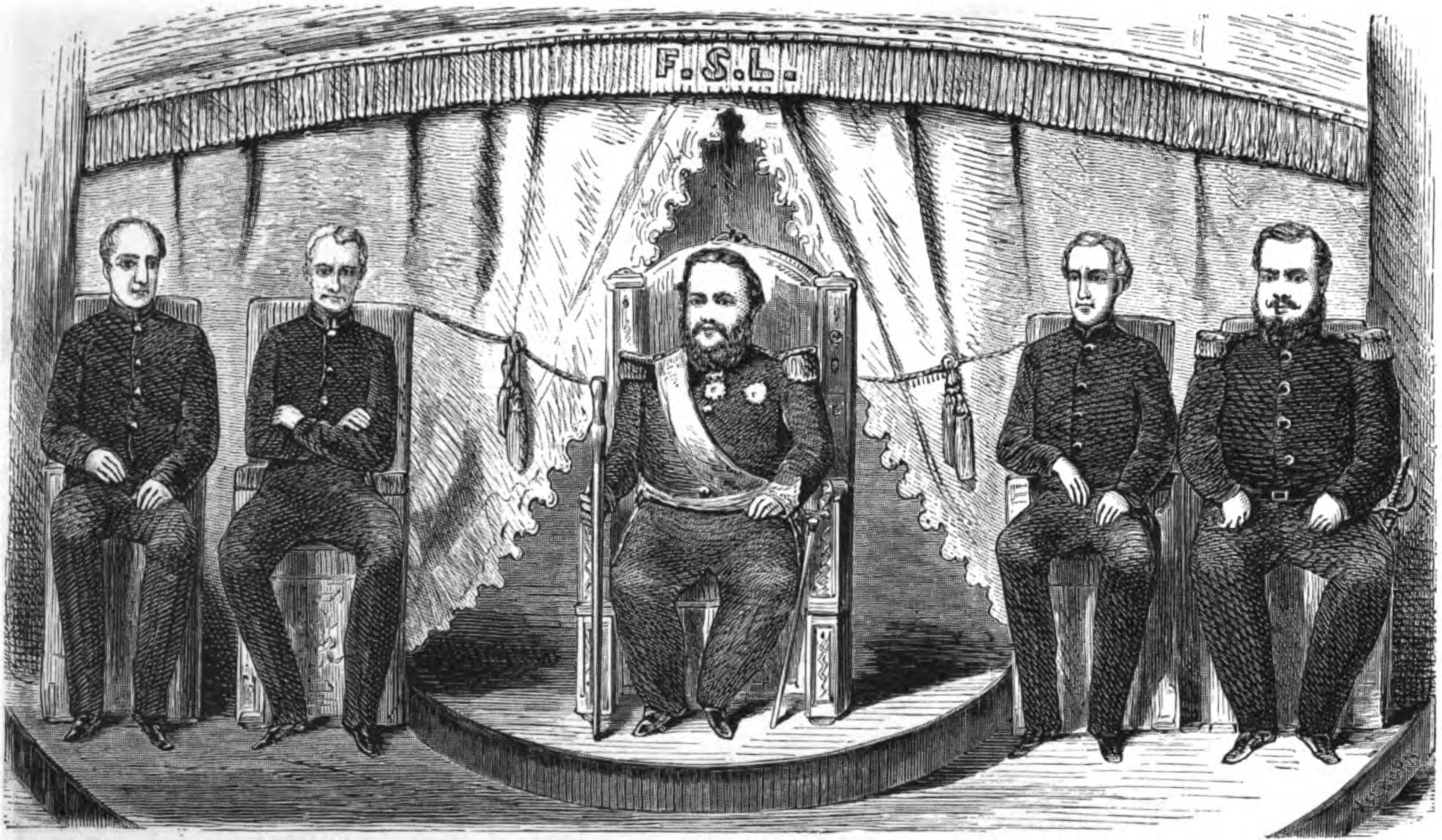
López y su Gabinete (desde la izquierda a la derecha: González, Sánchez, Francisco Solano López, Berges y Venancio López).

Su padre, don Carlos, fallece en septiembre de 1862, dejando un decreto en pliego reservado en el cual designa a su hijo Francisco Solano vicepresidente de la República. Este asume de inmediato y convoca a un  Congreso de Diputados a fin de que  lo designe presidente de la República, asumiendo el cargo el 16 de octubre, por un periodo de diez años, en el hoy museo Ex Cabildo de Pilar añadiendo: «Juro que jamás dejaré caer de mis manos la sagrada enseña de mi patria». Continuó el trabajo de modernización llevado a cabo por sus predecesores, extendiendo las líneas del telégrafo, instalando una segunda fundición de hierro en Caacupé al mando del ingeniero estadounidense Charles Thompson, llevando la línea férrea paraguaya hasta Villarrica. Mejoró los astilleros y las armerías, ordenó que expertos ingleses realicen una "Carta Mineralográfica del Paraguay" y mandó importar desde Liverpool, en 1864, maquinaria especializada para hilandería e industria textil.
Continuó con la política nacionalista de los anteriores gobiernos, pero decidió tomar una posición internacional más preponderante. El comercio paraguayo, aunque aún pequeño, se había acrecentado notoriamente y era fundamental para su administración mantener el ritmo de la actividad económica fluvial. Para ello, condición imprescindible era la manutención del llamado "Equilibrio del Río de la Plata". Sin embargo, los conflictos en la zona pusieron en peligro la citada condición. Solano López percibió que en la invasión del general Venancio Flores (Colorado y abiertamente hostil al Paraguay) al Uruguay se hallaban intereses de Buenos Aires y el Imperio del Brasil. Consideró además que ésta actitud era una agresión hacia el Paraguay y un paso previo para intentar un ataque contra su país.
Cuando el Brasil amenazó con intervenir directamente sobre la llamada "Banda Oriental", protestó en la nota del 30 de agosto de 1864. Afirmaba que "el ataque al Uruguay sería atentatorio contra el equilibrio de los Estados del Plata y 'casus belli' para el gobierno paraguayo". Estas notas fueron reforzadas por otras enviadas el mes de septiembre, pero Brasil las ignoró invadiendo Uruguay el 12 de octubre de 1864. Paraguay, un mes después, contestaría como represalia capturando el 12 de noviembre de 1864 el buque mercante brasileño "Marqués de Olinda" en el puerto de Asunción y encarcelando al gobernador de la provincia brasileña de Matto Grosso, que se encontraba a bordo.

## Guerra de la Triple Alianza (1864-1870)

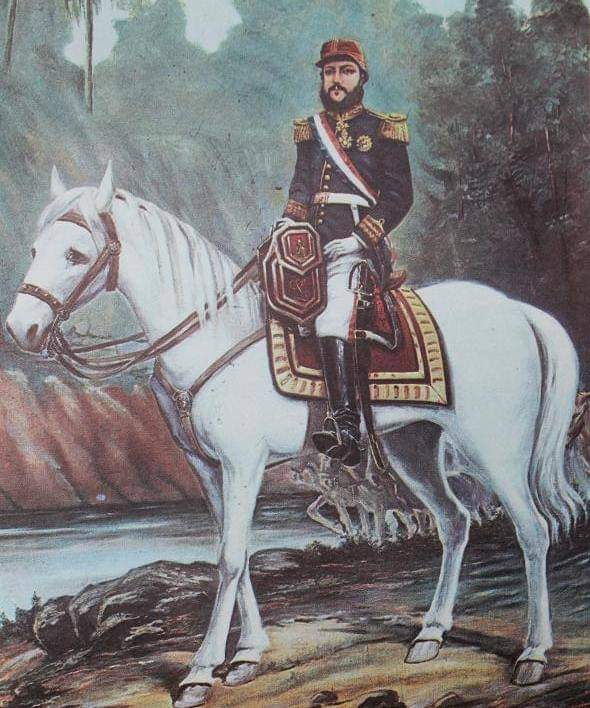
Francisco Solano López con uniforme militar y montado a caballo.

En diciembre de 1864 envió una fuerza militar a Mato Grosso, territorio que pertenece al Brasil, en represalia por la invasión brasileña a Uruguay. Fue una campaña victoriosa para Paraguay de inicio a fin, causando terribles penurias a los soldados imperiales que fueron derrotados por las tropas de Solano López, la sed, el clima inhóspito y las enfermedades. Con esta operación, Solano López se apoderó de un gran botín de guerra e impidió que se formara un ejército brasileño en el Norte dispuesto a atacarlo por sorpresa.
En 1865, a pesar de las protestas y la declaración de "neutralidad", el gobierno de Buenos Aires continuaba dando paso a las fuerzas brasileñas que atacaban a los aliados de Paraguay, en la República de Uruguay. Sospechando Solano López que entre Bartolomé Mitre y el Imperio Brasileño había ya acuerdos previos, solicitó permiso para enviar tropas hasta el Uruguay, cosa que Mitre rechazó. Esta fue, para Solano López, la prueba definitiva. Se llamó al Congreso Nacional y se confirió a Francisco Solano López Carrillo el grado de "Mariscal Presidente de todos los Ejércitos Paraguayos" y se declaró la guerra al Gobierno de Buenos Aires. Ordenó posteriormente expediciones hacia Corrientes y Uruguayana, que fueron infructuosas. El 1 de mayo de 1865, se firmaba el Tratado Secreto de la Triple Alianza contra Paraguay, que se haría público un año después.
El 8 de junio de 1865 cerca de la 5:30 de la tarde López dejaba su casa particular en la capital para dirigirse al muelle de la ciudad acompañado de su gabinete, el vicepresidente Sánchez, los ministros del estado, todos los jefes de superior guarnición y demás oficiales de la guarnición de la capital, también de los empleados civiles y eclesiásticos yendo a la derecha el obispo diocesano Manuel A. Palacios, a eso de las siete de la tarde el ya mariscal presidente subía a bordo del buque de guerra Tacuarí con destino a la fortaleza de Humaitá, dejando para siempre la ciudad de Asunción.

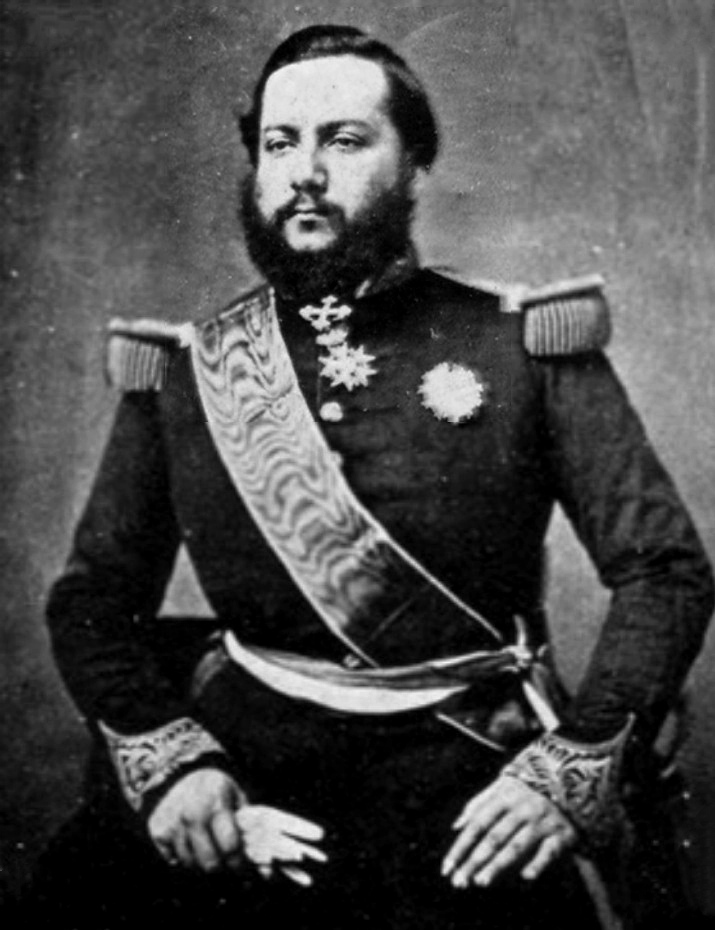
El presidente López.

Luego de más de cinco años de resistencia, la guerra concluyó con la derrota de Paraguay y la muerte en batalla del mariscal López, junto a su hijo adolescente, el coronel Juan Francisco López, más conocido como "Panchito", en Cerro Corá. Su última frase antes de ser ultimado con un tiro en el pecho fue: «¡Muero por mi Patria!» sabiendo que con su muerte terminaría la guerra pero que la Patria seguirá existiendo, aunque esta versión no es la única, pues ciertos historiadores aliados sostienen que la frase fue: «¡Muero con Patria!» otros historiadores sostienen que adjudicar esta frase a López es una blasfemia, ya que todo el pueblo sabía perfectamente el patriotismo de López y como este jamás aceptaría la destrucción total del pueblo paraguayo con la guerra. Sus restos descansan en el Panteón Nacional de los Héroes de Asunción del Paraguay.
Aunque el "Tratado Secreto" estableció una suma exorbitante en concepto de costos de guerra para el Paraguay, luego esta deuda fue dispensada en primer lugar por Uruguay y algunas décadas más tarde (casi al término del pago total de la deuda) por Argentina.

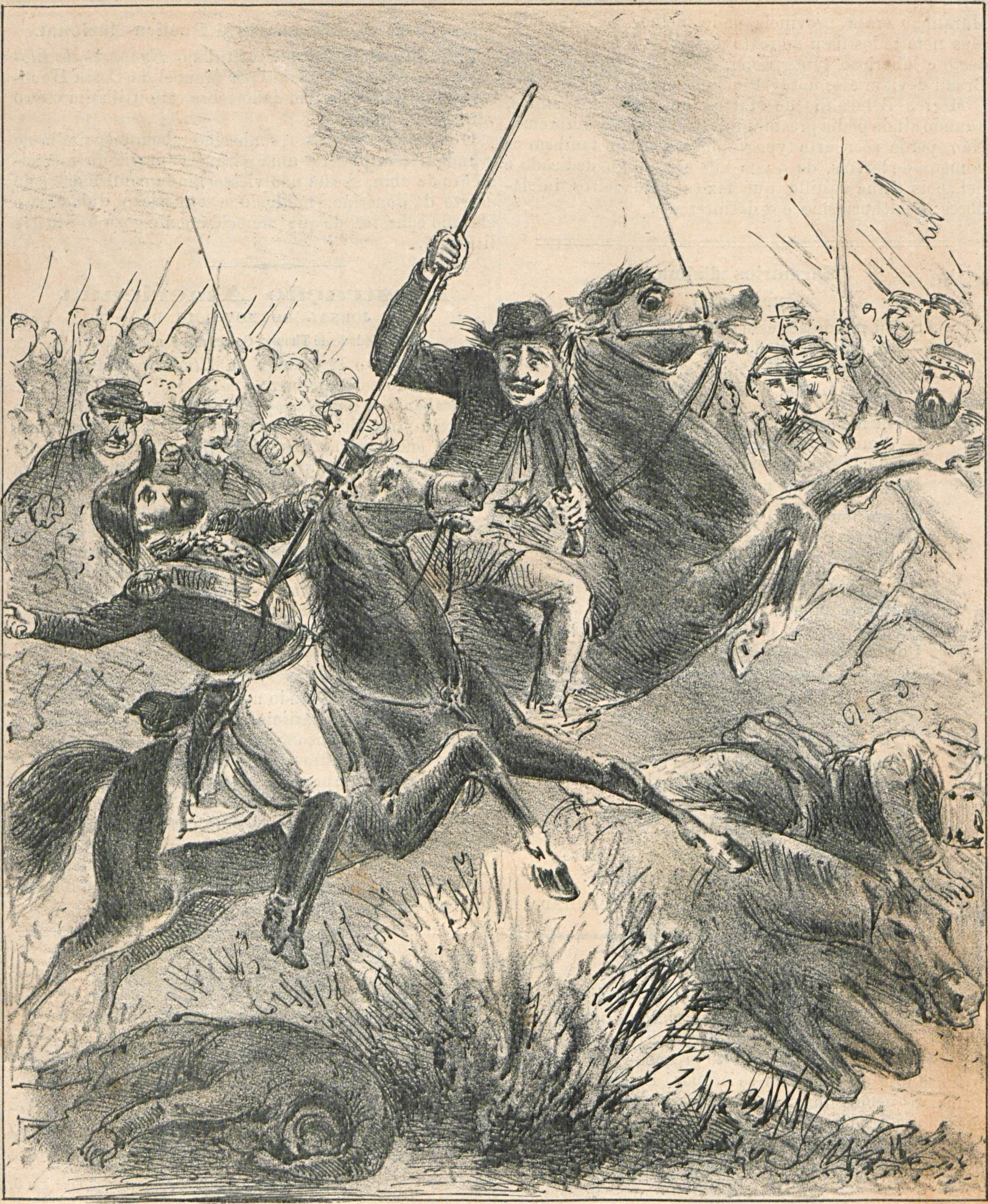
Chico Diabo mata con una lanza a Solano López (Semana Ilustrada, n.º 485, 03/27/1870).

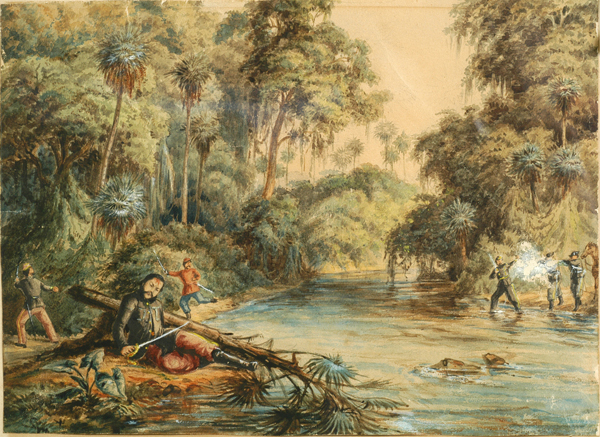
López en sus últimos momentos de vida a orillas del Rio Aquidabán en Cerro Corá, el 1 de marzo de 1870.

## Controversia
La figura del mariscal Francisco Solano López fue —y sigue siendo— objeto de opiniones radicalmente opuestas.
En Paraguay, es mayoritariamente considerado el "Héroe Máximo de la Nación", título que se le otorgó en el gobierno del general Rafael Franco. Su nombre es parte del "mythos" nacional de Paraguay. Sus detractores (los denominados popularmente "legionarios" por congeniar con los intereses de la "Legión Paraguaya", grupo de paraguayos que lucharon contra su país en la guerra de la Triple Alianza) lo consideran culpable de todas las desgracias del Paraguay hasta nuestros días y único causante de la guerra. Se le adjudican, además, varios amoríos con jóvenes paraguayas durante su presidencia. En ciertas cartas, se le podría considerar como "altanero" de su poder como presidente y general.
A nivel internacional, su figura sigue siendo discutida. En Argentina nació una corriente revisionista de la historia que lo situó como gran caudillo de su pueblo y de Sudamérica, al que se forzó a entrar en una guerra provocada por intereses internacionales (situando al Imperio Británico en el centro de la intriga). Los historiadores Atilio García Mellid y José María Rosa son principales autores en ésta corriente. La opinión de los revisionistas argentinos es compartida por el historiador japonés Hisatoshi Tajima, quien asegura que la guerra se originó a causa de "la penetración del capitalismo inglés y la expansión económica de países de la periferia inglesa, como Argentina y Brasil", que tuvieron un "choque de intereses" con el floreciente Paraguay. En Uruguay, uno de sus más importantes reivindicadores fue Luis Alberto de Herrera, prestigioso diplomático, historiador y escritor. Otras voces importantes, como la del argentino Juan Bautista Alberdi, el mexicano Carlos Pereyra, el venezolano Rufino Blanco Fombona o el general estadounidense Martin T. McMahon fueron favorables al mariscal López.
Sus detractores, siguiendo la línea histórica clásica (mantenida sobre todo por Brasil y sectores del liberalismo argentino y paraguayo), lo consideran el único responsable de la guerra más grande en América y la destrucción total de su país. Historiadores actuales como el brasileño Francisco Doratioto o el estadounidense Thomas Whigham se mantienen dentro de la citada corriente. Dentro de esta línea, aunque algo más neutral, aparece el argentino Ramón José Cárcano.

### Su diplomacia
Las cartas y escritos de Solano López revelan una gran calidad literaria. En una de ellas, Bartolomé Mitre se refirió a él como "Leopoldo de Nuestra Región". Participó activamente en el gobierno de su padre, Carlos Antonio López, consiguiendo el reconocimiento de la independencia paraguaya por varios países. También tomó parte en los incidentes con la armada brasileña y de Estados Unidos, saliendo Paraguay airoso en ambas situaciones.

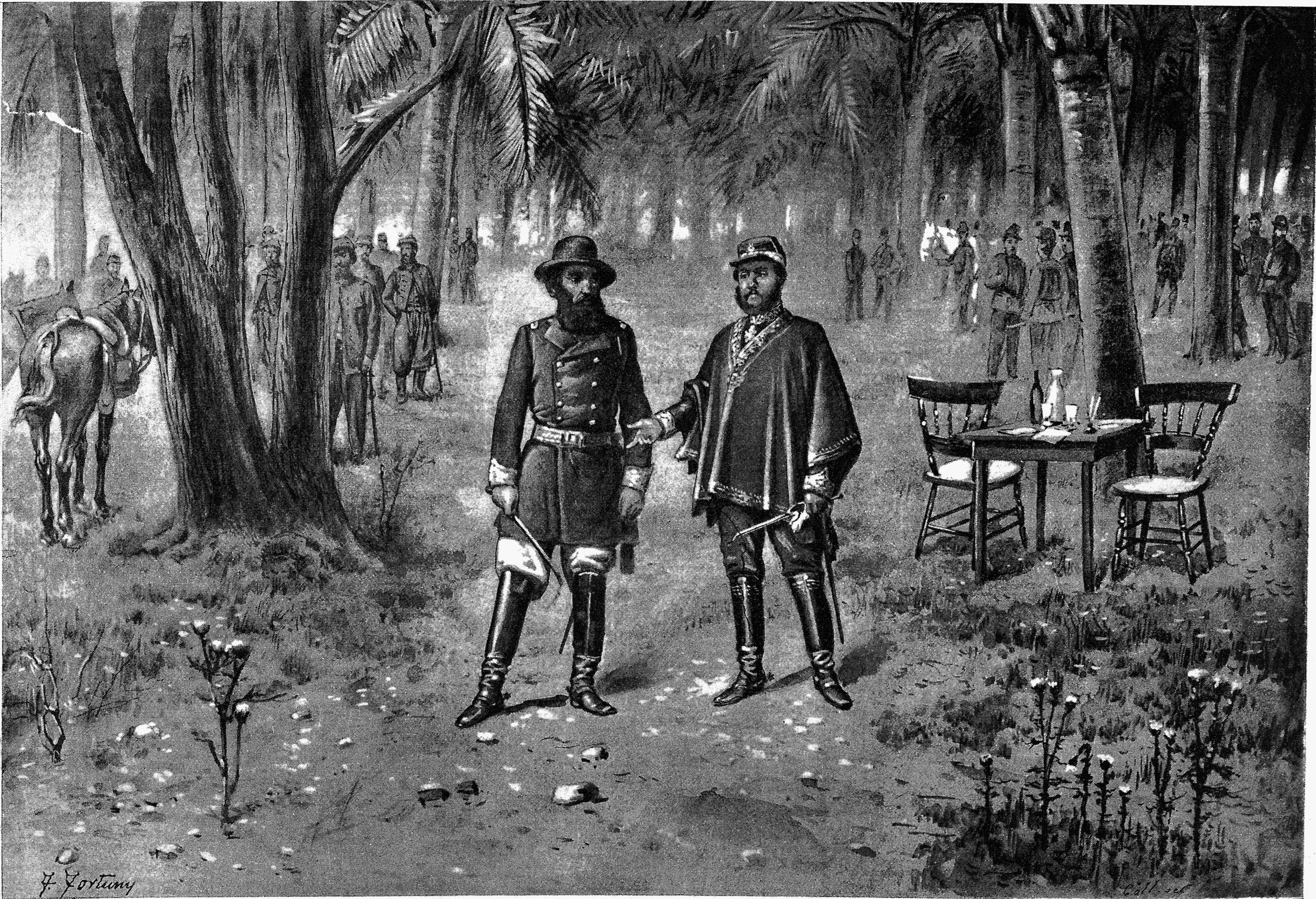
La entrevista de Yatayti-Corá, el 11 de septiembre de 1866.

Su intervención en el conflicto entre la Confederación Argentina (dirigida por Urquiza desde la ciudad de Paraná) y la provincia de Buenos Aires (dirigida por el general Mitre), demuestra su calidad de negociador, puesto que obtuvo la unidad de la República Argentina, en noviembre de 1859, con el pacto de San José de Flores. El historiador paraguayo O'Leary, gran apologista de López, opina que este tratado fue un error pues significó la unidad de quienes luego serían sus enemigos. El argentino José María Rosa opina, contrariamente, que era la única opción que tenía para ganarse la amistad de Mitre y evitar el conflicto que ya se venía preparando con mucha anterioridad, según algunos ya desde 1853.
Cuando se desató el conflicto uruguayo en 1863, Solano López intentó por todos los medios alcanzar una paz favorable para todos pero Buenos Aires y el Imperio de Brasil ya se encontraban en alianza y rechazaron todas las tentativas. A partir de mediados de 1864, la guerra, según muchos, se había vuelto "inevitable".

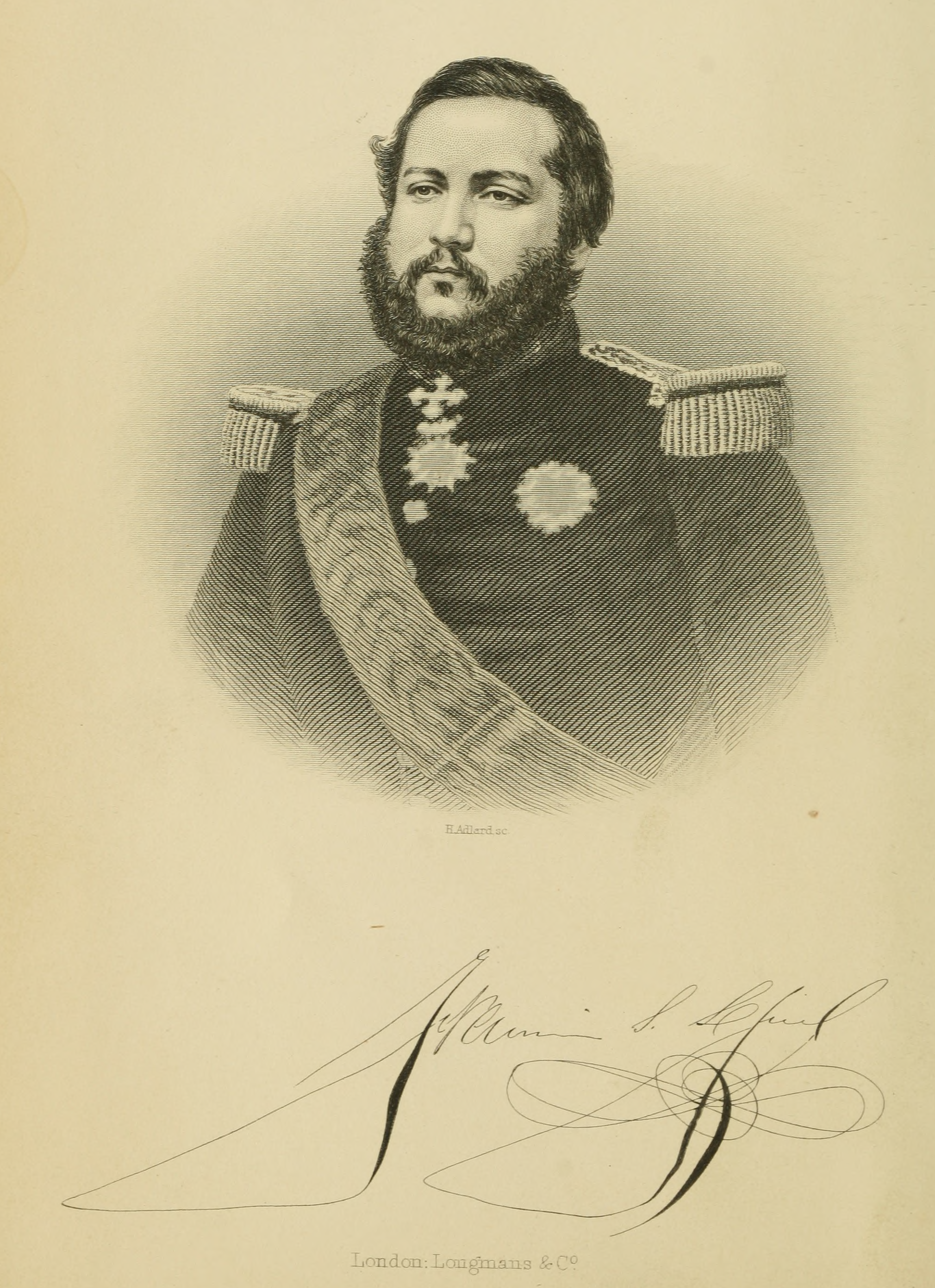
Ilustración de Francisco Solano López junto con su firma.

Durante la contienda contra la Triple Alianza, Francisco Solano López Carrillo intentó varias veces alcanzar una paz. La intentona más célebre es la celebrada en Yatayty Corá en septiembre de 1866. Según el jefe de Estado Mayor del Ejército Paraguayo, general Francisco Isidoro Resquín, Francisco Solano López Carrillo fue hasta la entrevista con Bartolomé Mitre, comandante en jefe de la Alianza, dispuesto a "renunciar a su cargo si eso anulaba al Tratado de la Triple Alianza". Pero los aliados rechazaron la oferta. Otros intentos de paz se dieron en el transcurso de la contienda, todos ellos malogrados.

### Su actuación bélica

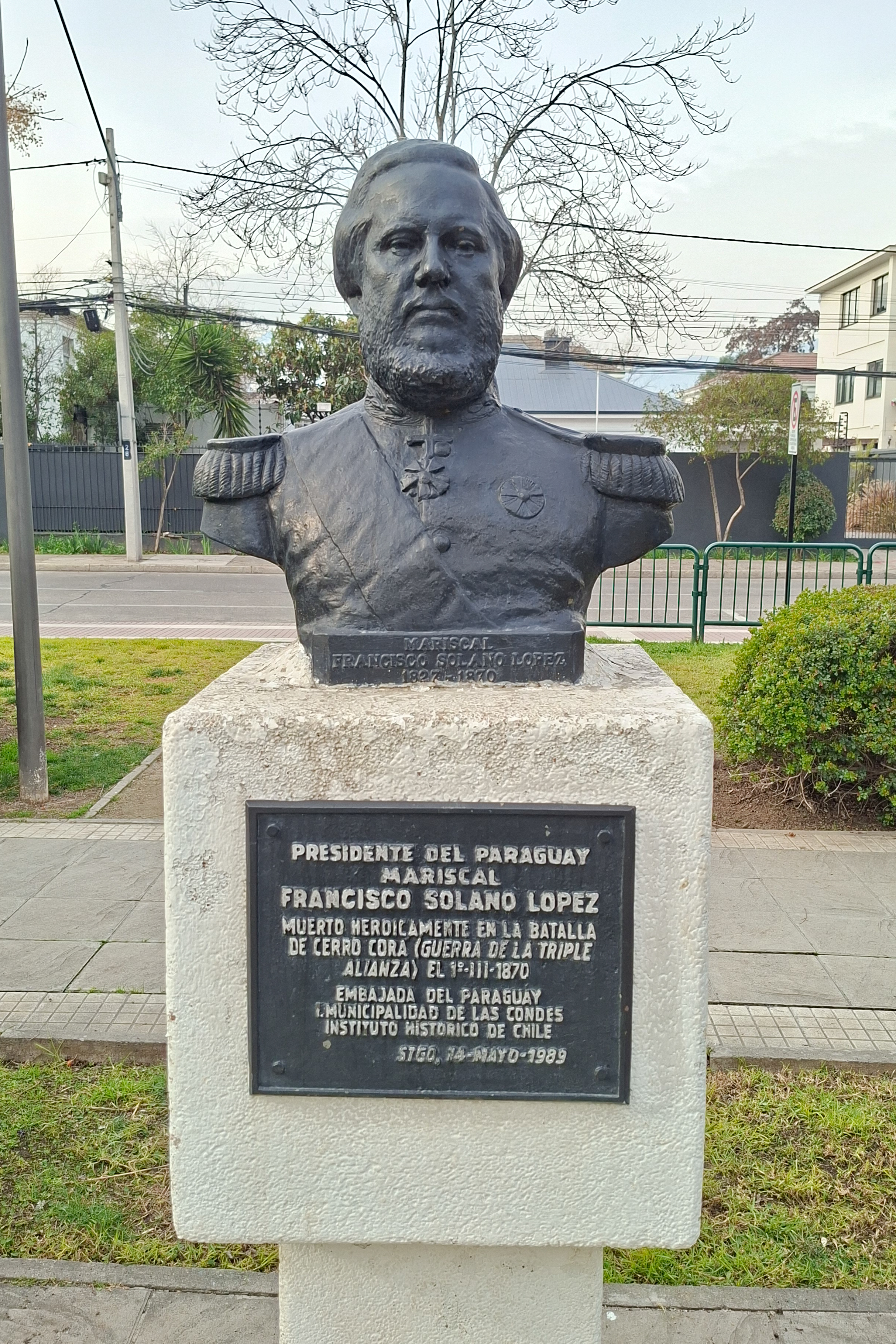
Busto del Mariscal Solano López en la Plaza República del Paraguay, comuna de Las Condes, Santiago de Chile.

La guerra de la Triple Alianza duró más de cinco años y la resistencia paraguaya recibió elogios de todo el mundo a causa del heroísmo inusitado de los dirigidos por Francisco Solano López. Muchos detractores sin embargo, atribuyeron el coraje y valor de los paraguayos a que eran terriblemente tiranizados por un gobierno despótico. Las polémicas más famosas a este respecto fueron mantenidas por el furioso "lopista" Juan E. O'Leary contra el furioso "anti-lopista" Cecilio Báez.
Se cuestiona también el coraje y valentía personal de Solano López. George Thompson en su obra afirma que "sentía terror a las balas, no podía escuchar que zumbaran cerca suyo". El argentino José Ignacio Garmendia también sostiene dicha versión en sus crónicas sobre la guerra. Son contradichos, sin embargo, por Juan Crisóstomo Centurión, quien no es precisamente admirador de López, en sus "Memorias o Reminiscencias Históricas" y por el mayor Gaspar Centurión. Ambos afirman que delante de López estallaban las balas, morían soldados y telegrafistas que se encontraban a su lado y él permanecía impávido, sin pestañear, dando las indicaciones y órdenes durante la batalla.

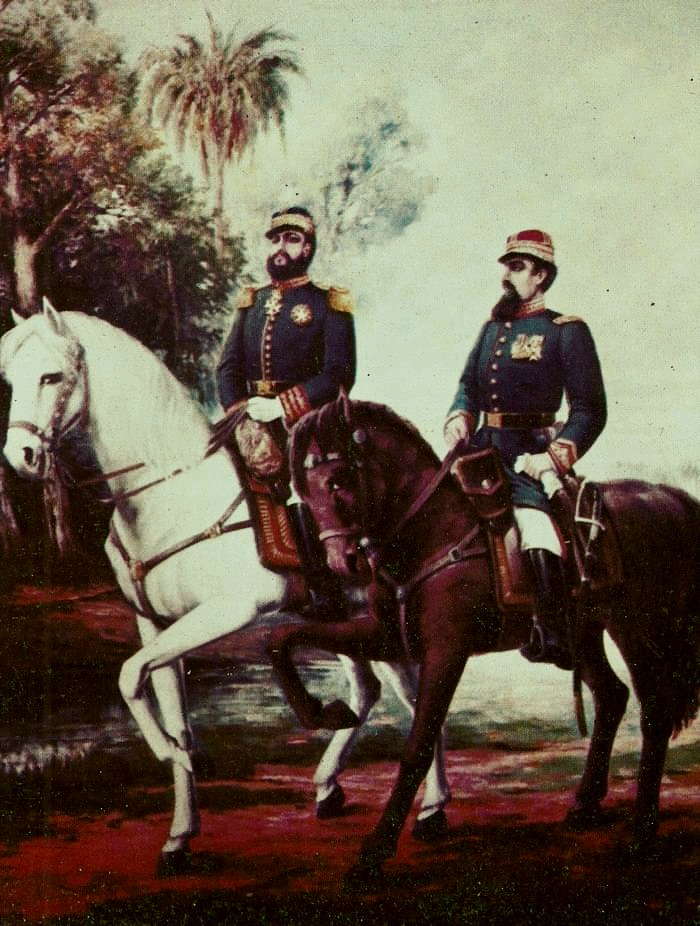
El mariscal López junto al general José Eduvigis Díaz a caballo.

Sobre su valor como táctico y estratega militar, se cuestiona generalmente su plan de operaciones ofensivo contra Corrientes y Uruguayana. Como no se cuentan con planos ni datos documentados sobre su plan estratégico, poco o nada se sabe más allá de los relatos de los cronistas de la época. La operación en Uruguay fue un fracaso rotundo y las tropas de Corrientes debieron retirarse repasando el Paraná. Sin embargo, a partir de ese instante, el toma personalmente el mando de las operaciones en el Ejército Paraguayo y empieza la resistencia en el actual territorio de Paraguay. El liderazgo y ascendente que tenía López sobre sus tropas es incontestable, reconocido por su propio rival, el duque de Caxias Luís Alves de Lima e Silva, mariscal del ejército brasileño en la Guerra contra el Gobierno del Paraguay, quien afirmó:

"El Mariscal López tiene un don sobrenatural de magnetizar a sus soldados, infundiéndoles un espíritu que no puede apreciarse bastantemente con la palabra escrita. El caso es que sus soldados se convierten en extraordinarios: lejos de temer al peligro, lo acometen con un arrojo sorprendente. Lejos de economizar su vida, todos los paraguayos buscan la manera y ocasión de sacrificarla heroicamente, vendiéndola por otra o varias vidas de sus enemigos".
Despacho Privado del Marqués de Caxias, Luís Alves de Lima e Silva a su Majestad, el Emperador don Pedro II de Brasil", disponible en la Biblioteca Mitre, Argentina.

El general prusiano Max von Versen, (con el rango de mayor cuando estuvo de observador durante la contienda), si bien admitió que fue engañado por "los encantos" del "diabólico" General paraguayo, también reconoció su gran "liderazgo" sobre los soldados paraguayos, su "talento y enorme energía para la guerra".
Otra opinión sobre su genio militar es vertida por el coronel de Estado Mayor del Ejército Francés Théodor Fix (capitán de Estado Mayor durante la guerra) quien destaca las "admirables concepciones defensivas de López", su "indomable energía", su "talento como táctico y organizador" y "recursos personales aparentemente inagotables".
Conocida es además la postura del general Martin McMahon, quien consideraba a López un verdadero genio militar y afirmaba:

"Nunca se ha visto en la historia a un pueblo que haya luchado con tanto denuedo por salvar su independencia. El Presidente López es el artífice de la resistencia, con su gran valor y genio, luchando con sus limitados medios materiales contra una alianza insólita en una guerra sin par..."
Martin T. McMahon, disponible en el libro "McMahon, Diplomático en el Estridor de las Armas" de Arthur H. Davis.

Incluso varios de sus más aguerridos detractores reconocen la gran valía como militar del Mariscal López:

"El Mariscal López valía más que todos los generales de la Alianza. Lo demuestran superabundantemente todos los hechos de la Guerra del Paraguay. Jamás general alguno, con tan limitados recursos, operó más prodigios que López. Cualquier otro en su lugar pronto habría desfallecido..."
Cecilio Báez, en su ensayo "López y Mitre", publicado en Asunción, Mayo de 1893.

"López tuvo las dos grandes condiciones del que manda: un carácter inquebrantable y una decisión sublime. En aquella memorable defensa del Paraguay, el Mariscal López fue el fuego sagrado. Demostró tenacidad, firmeza, determinación digna de admiración. Tenía un gran carácter moral que demostró hasta el último momento..."
José Ignacio Garmendia, en su obra "Recuerdos de la Guerra del Paraguay", publicado por Peuser, Buenos Aires, 1890.

### Sobre la Triple Alianza

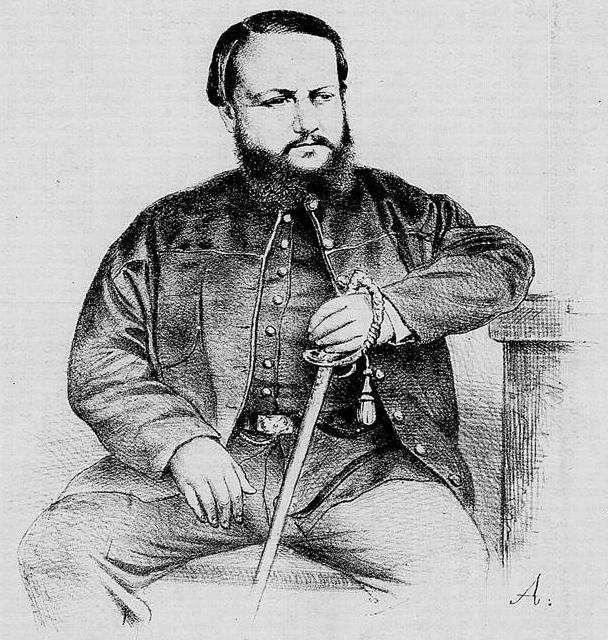
El mariscal Francisco Solano López con el traje en que fue muerto en Aquidaban (dibujo de Angelo Agostini, de una fotografía sacada por Don Domingo Parodi pocos días antes de su muerte).

Hoy en día se conoce que el plan contra Paraguay fue muy anterior al inicio de las hostilidades: el general Resquín, ya en aquel tiempo, afirmaba sobre la existencia de tratados contra el Paraguay en 1857. El mariscal López conocía todo esto e hizo todo lo posible para evitar, a través de la diplomacia, el conflicto. Sin embargo, el Gobierno de Buenos Aires, los rebeldes encabezados por Venancio Flores y el Imperio del Brasil ya se encontraban en alianza al menos desde el 18 de junio de 1864, en la famosa reunión de Puntas del Rosario. El escritor y ministro argentino en Río de Janeiro durante la contienda, José Mármol, afirmó en una famosa polémica en 1869:

"La Alianza con Brasil no proviene de Abril del 65, luego del ataque paraguayo a Corrientes, sino de Mayo y Junio del 64. Ambos gobiernos, argentino y brasileño, se aliaron en propósitos y medios desde ese momento infausto y bajo las inspiraciones de una política criminal y cobarde. Ese es el verdadero momento histórico de la alianza..."
José Mármol, en el artículo "Mármol, un Tercero en Escena" en "La Tribuna" de Buenos Aires; 14 de diciembre de 1869.

Tácitamente, Bartolomé Mitre admitió la frase de Mármol en su periódico "La Nación Argentina" a través de su editor, José María Gutiérrez:

"Paraguay se hallaba en guerra con el Brasil y el Brasil, por consecuencia, más que un aliado natural era un aliado de hecho. El hecho se redujo a protocolo y el tratado se firmó sobre el tambor..."
Bartolomé Mitre en "La Nación Argentina" de Buenos Aires; 15 de diciembre de 1869.

António José Saraiva, ministro plenipotenciario brasileño quien estuvo en la firma del célebre Tratado Secreto de la Triple Alianza el 1 de mayo de 1865, admitió varios años después de concluida la Guerra que la alianza ya existía en junio de 1864:

"Las negociaciones de Junio de 1864 no fueron sino el medio para preparar las alianzas del Brasil contra el Paraguay, lo que conseguí, pues dichas alianzas se realizaron el día en que el ministro brasileño -el mismo Saraiva- y el argentino -Rufino de Elizalde- conferenciaron con Venancio Flores en las Puntas del Rosario y no el día en que Octaviano -de Almeida- y yo, como ministros de estado, firmamos el Pacto -del 1 de Mayo de 1865-."
António José Saraiva en declaraciones al diplomático e historiador brasileño Joaquim Nabuco, disponible en el libro "La Guerra del Paraguay" (publicado en París, 1901).

El ministro embajador francés en Montevideo, Martin Maillefer, además de afirmar que el inglés Edward Thornton se encontraba en el centro de la intriga, daba por hecho una alianza contra el Paraguay por parte de Buenos Aires y el Brasil e hizo llegar a su Canciller en París:

"Además del interés permanente del Brasil en dividir, debilitar y dominar a la República del Uruguay, el punto de partida de ésta alianza ha sido el Paraguay, su íntimo enemigo, sus armamentos y la eterna cuestión de límites... Brasil puede jactarse de reducir a Don Solano López a aceptar los límites en litigio; el gobierno argentino otro tanto y así, Montevideo es sólo una primera etapa para llegar a la Asunción".
Martin Maillefer al Canciller Drouyn de Lhuys, carta fechada en Montevideo el 29 de abril de 1864. Citado por García Mellid en "Proceso a los Falsificadores de la Historia del Paraguay".

Poco tiempo después, el mismo Maillefer comunicaba a París las informaciones que obtenía in situ:

"Paraguay, actualmente la tabla de salvación del partido Blanco, es el principal objeto de la alianza porteño-brasileña y el árbitro de la situación...".
Martin Maillefer al Canciller Drouyn de Lhuys, carta fechada en Montevideo el 13 de agosto de 1864. Citado por García Mellid en "Proceso a los Falsificadores de la Historia del Paraguay".

Estos datos demuestran la existencia de la alianza contra Paraguay mucho antes de la firma del Tratado Secreto. Con éstas evidencias, las críticas a la reacción que tomó Solano López luego del fracaso de la diplomacia parecen ser infundadas. Algunos historiadores, como el paraguayo Osvaldo Bergonzi, consideran que López debió esperar y no provocar la confrontación. Varios revisionistas argentinos, no obstante, piensan que la espera era imposible, pues el ataque contra Paraguay luego de la caída del gobierno blanco ya estaba acordado.

### Sobre los Procesos en San Fernando y otras conspiraciones

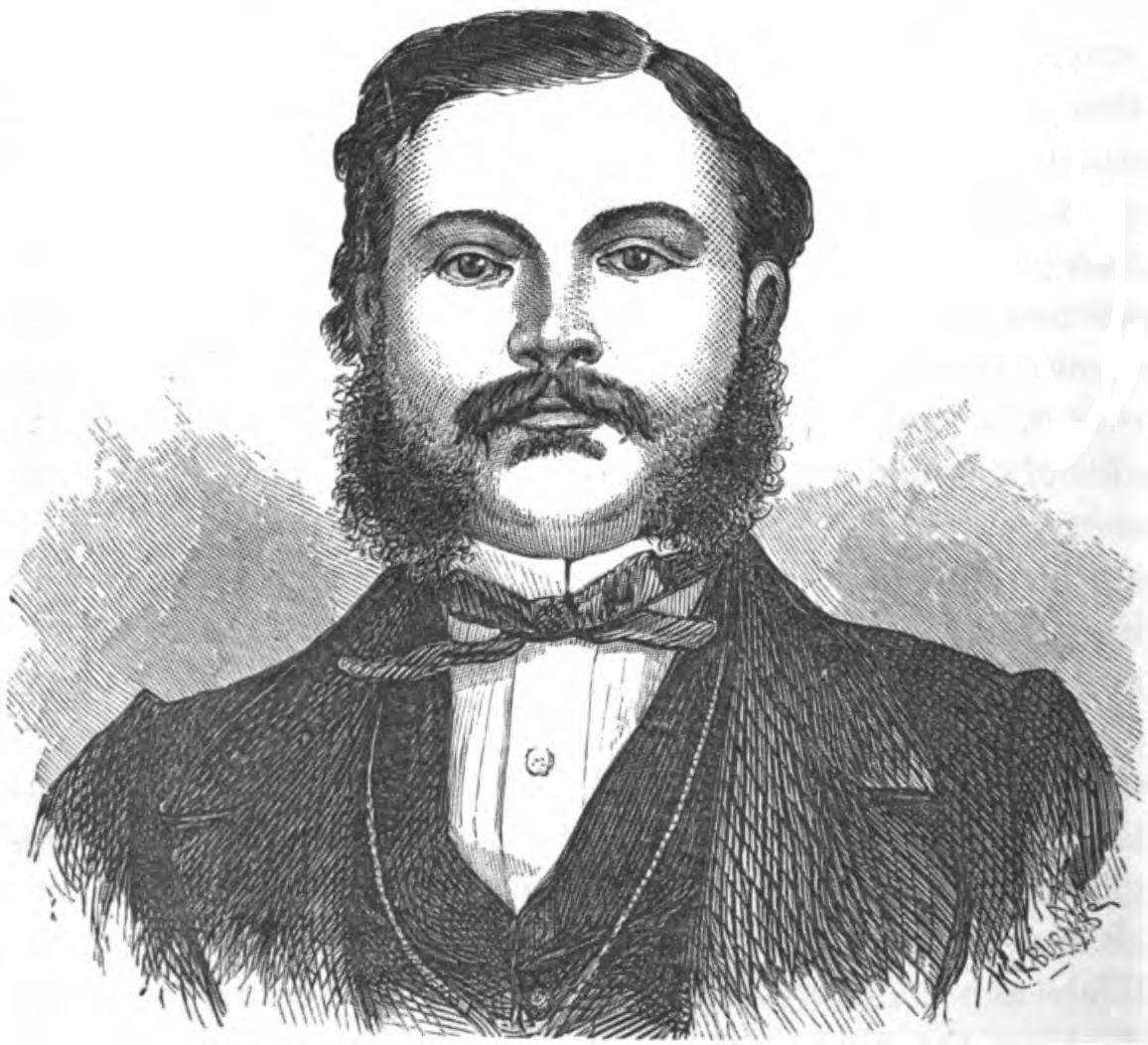
Benigno López, ejecutado por su hermano el 27 de diciembre de 1868 por Traición a la Patria.

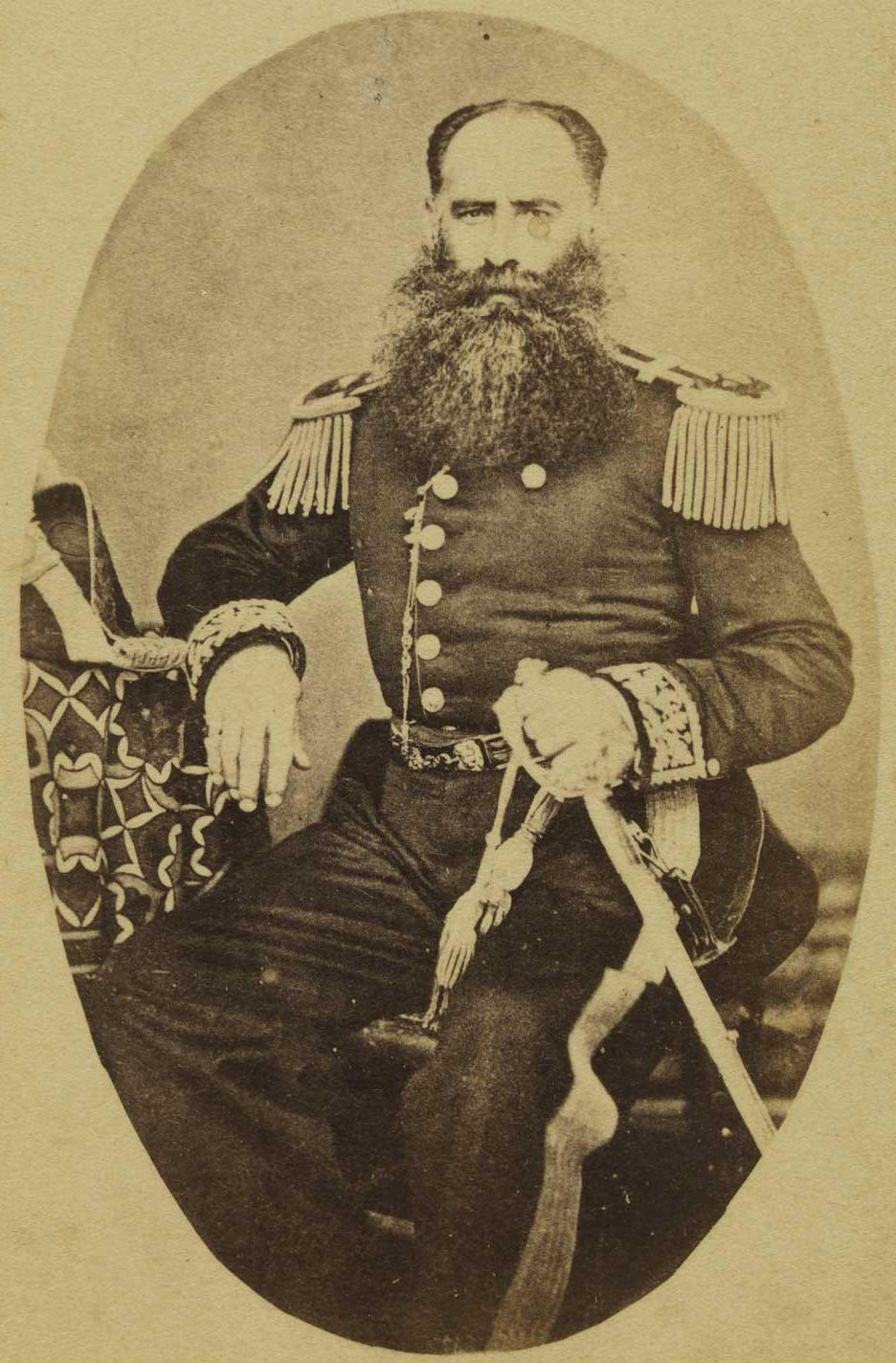
General Vicente barrios, cuñado de Francisco Solano López y ministro de Guerra, también fusilado por traición a la Patria.

En 1868, cuando la guerra de la Triple Alianza llegó a su punto álgido, López se enteró de que sus partidarios habían conspirado contra el gobierno. Entonces varios cientos de prominentes ciudadanos paraguayos fueron apresados y ejecutados por orden suya, incluyendo a sus hermanos y cuñados, ministros, jueces, prefectos, militares, obispos y sacerdotes y gran parte de los funcionarios civiles, junto con más de dos centenares de extranjeros, entre ellos varios miembros de las legaciones diplomáticas. Sus hermanas y madre fueron apresadas y su hermano Benigno fue hallado culpable y fusilado. Ocurriría lo mismo cerca del fin de la guerra, en Curuguaty. López descubriría otro intento de conspiración y fusilaría a varios implicados, entre ellos a la célebre Pancha Garmendia.
Se ha dicho mucho sobre este tema, pero muy poca información es la que se cuenta al respecto. Sin duda alguna, existieron las conspiraciones y los tribunales del mariscal López fueron implacables, basándose en las leyes de la época que estaban tomadas del antiguo "Código Alfonsino" y las famosas "Siete Partidas", heredadas de la época colonial. Conforme a esto, los fiscales actuaron estrictamente bajo la ley vigente de esos tiempos. También se habla de documentos, editados en Argentina y Brasil, que los aliados capturaron en las trincheras paraguayas donde se consta la muerte de varias personas. Pero se cuestiona la autenticidad de dichos papeles. El venezolano Rufino Blanco Fombona nos relata el testimonio de Paul Groussac, en donde el escritor y bibliotecario francés afirma haber descubierto a Bartolomé Mitre y sus colegas "falsificando y adulterando documentos", haciendo además "traducciones falsas con documentos reales".
Además, se cuenta con el testimonio del general Martin T. McMahon, quien afirmó ante los tribunales de Estados Unidos que: "al salir de Asunción, a varias personas que se indicaba, según las publicaciones de los aliados, como muertas, yo las había visto antes de mi regreso vivas y en buen estado".
Se puede afirmar que existió conspiración y que efectivamente, muchas personas murieron en los juicios. Pero más allá de eso, poco se conoce a ciencia cierta.

## Políticas de gobierno

### Política industrial
A la muerte de su padre, Francisco Solano López recibe la administración del estado con florecientes industrias que se encontraban en etapa de pleno apogeo, muchas de esas industrias fueron introducidas al país a través de las diversas gestiones encabezadas por Solano López en Europa durante su viaje a mediados de la década de 1850. Previo al desarrollo de la Guerra del 70 varios artículos fueron importados de países europeos, entre ellos se encontraban aquellos relacionados con la artillería, como cañones modelo Krupp, armas de fuego y batería para cañones que resultaron de amplia necesidad para los aprestos bélicos en los que se encontraba la república en aquel entonces. Varias fueron las comunicaciones entabladas con los agentes paraguayos en Europa para la adquisición de material bélico, cuyas adquisiciones se financiaron con dinero del tesoro público y la posterior gestión por parte de los emisarios paraguayos en países como Francia, Inglaterra o Prusia. una vez acaecido el bloqueo comercial interpuesto por los aliados en plena guerra, la adquisición de artillería menguó bastante resultando un perjuicio al inventario del ejército ya en campaña.  

#### Marina Mercante
Desde 1860 comenzaron a acrecentarse los preparativos para un inminente conflicto armado con los países vecinos, ya estos aprestos se fueron incrementando durante el gobierno de Carlos A. López al haberse adquirido y construido diversos buques que fueron de especial utilidad durante la inexorable contienda. A finales de 1862 el gobierno de Francisco S. López encargó a la compañía inglesa de los hermanos Blyth la construcción de un buque acorazado con una serie de modificaciones incluidas en los planos, entre los cuales se encontraban la instalación de cañones laterales, mayor seguridad en las calderas y un rango de velocidad no menor de 10 millas por horas, también existieron proyectos para la construcción de buques entre los que se encontraban uno de navegación trasatlántica entre Londres y Asunción, uno de fierro y otro de vapor de hierro a hélice, el cual tendría un uso como buque aviso de guerra. No obstante, debido al inminente bloqueo de la escuadra brasilera al comercio paraguayo en el Plata el gobierno paraguayo decidió suspender a mediados de 1865 la adquisición de los buques encargados a la firma británica Blyth, ello motivó que la compra de buques se circunscriba al comercio porteño, a través del cual se adquirieron los vapores "Cavour", "Ranger" y "Salto". Aquellos buques encargados mayoritariamente de navegar  hacia el norte eran el "Jejuí" y "Olimpo", mientras que al sur el "Ygurey", el "Yporá", el "Paraguarí" y el "Salto del Guairá".      

#### Armas
A razón de haberse premeditado la cuestión bélica el gobierno se abocó a la fabricación o a la adquisición en el extranjero de armamento para el ejército en campaña. La primera gran adquisición se realizó por intermedio de Francisco Wisner el 1 de agosto de 1862 por un total de 890 fusiles a 9 patacones y medio la unidad, al año siguiente se consignó con el agregado paraguayo en Montevideo, José Brizuela, la compra de 3.200 fusiles a 6 patacones, otra compra de 1.200 fusiles a 10 pesos y 408 a 14 pesos fue gestionada por el agregado paraguayo en Buenos Aires, Félix Egusquiza. Por gestiones del gobierno paraguayo y sus agentes en Europa, 500 rifles, de Enfield, fueron remitidos al país desde Londres en una primera entrega, posteriormente el 1 de octubre arribó al puerto de Buenos Aires una segunda entrega de 1.200 fusiles con mismo origen de la primera entrega. Según nota remitida de Egusquiza a Asunción se menciona el arribo en dos entregas de 50 y 56 cajones de rifles respectivamente. Respecto de las carabinas varias de estas fueron adquiridas por el gobierno, en la primera entrega se adquirieron 100 carabinas, y posteriormente se recibió ocho cajones con armamentos de los cuales siete contenían 140 carabinas-rifles y otras varias muestras, así también se consignó la compra con el agregado paraguayo en Europa, Cándido Bareiro, una partida de 260 carabinas modelo Enfield. 
Respecto de las municiones, estas fueron adquiridas en Londres y enviadas desde la compañía Blyth en buques a vela hasta Buenos Aires. Entre las sucesivas partidas de armamentos enviadas al Paraguay se encuentran 110 cajones de cartuchos y un cajón de cápsulas remitidas a través del buque a vela "Tasor", 500.000 espoletas a 2 patacones cada millar mediante oferta realizada por el agregado paraguayo en Montevideo y entre una de las últimas entregas se menciona por parte de Félix Egusquiza la llegada de 200.000 sebas fulminantes. Otro elemento de importación fue el salitre, sustancia salina utilizada para la fabricación de explosivos, solo se menciona en 1863 se encuentra una partida de seis mil arrobas de salitre solicitada a los emisarios en Europa; respecto de la provisión de pólvora, entre los primeros encargos se encuentra uno de 500 arrobas pólvora fina a 25 patacones el quintal, posteriormente se añaden 100 arrobas más a la compra, posteriormente se concreta la entrega de 199 cuñetes de pólvora fina, respecto de la pólvora para cañón se concertó el envío de dos partidas, la primera de 200 arrobas  y la segunda de 6000 arrobas.  
Otros envíos fueron remitidos por Félix Egusquiza con 440 arrobas de pólvora para fusiles y cañones, entre otras entregas se mencionan las gestionadas por el agregado en Montevideo, Juan José Brizuela, quien concertó la entrega de 1295 arrobas de pólvora en primera partida y 5000 arrobas en la segunda, el 6 de marzo de 1864 Brizuela gestiona nuevamente el envío de 3.440 arrobas destacando el interés del gobierno en aquella época de evaluar distintas ofertas respecto del precio de las arrobas de pólvora, por último las gestiones de Brizuela lograron la adquisición de 800 y 400 arrobas de pólvora. El agregado Egusquiza informó de la entrega de 240 y 900 arrobas de pólvora al gobierno de Asunción. El costo del traslado de los materiales hasta Asunción corría por cuenta del erario público ya con cuentas predispuestas para tal efecto.   
Respecto de las armas blancas, especiales para el combate cuerpo a cuerpo entre las tropas, estas mayormente eran fabricadas en el país, no obstante, igualmente eran adquiridas en el exterior de acuerdo al convenio con la compañía Blyth. Entre otros materiales despachados al Paraguay se encuentra el carbón de piedra para su uso en el arsenal y en los astilleros. Sin embargo, muchas de las armas utilizadas por el ejército paraguayo durante la contienda bélica fueron fabricadas en el arsenal, el cual tuvo de mudarse a Caacupé dados los apremios de la invasión aliada a la capital.   

#### Planta siderúrgica de Ybycuí
Según refiere Francisco Pérez Acosta en su afamado libro Carlos Antonio López, obrero máximo "La materia fundida obtenida en la Fundición de Ybycuí es de muy buena calidad. Personas competentes en metalurgia, a las que han sido sometidas diferentes muestras, son de opinión unánime a este respecto. Unas muestras enviadas a Charleroi, uno de los grandes centros de la industria metalúrgica de Bélgica, para su examen y clasificación industrial y su análisis químico en el laboratorio de ensayos de Mr. Van Bastelaer, han dado lugar a informes muy favorables que pueden resumirse del modo siguiente: las dos muestras son muy puras; pero no contienen más que dos proporciones, moderadas de silicium y de carbono, y no presentan ninguna señal de azufre o de fósforo, como lo prueba su análisis, y como lo indica por otra parte la ausencia de la tinta característica de las fundiciones que contienen esas substancias; son dulces, fuertes, tenaces y relativamente muy forjables. Se aplanan bajo el martillo y aún bajo una presión. Se liman y se dejan burilar fácilmente, y la sierra las penetra sin dificultad. En láminas delgadas se doblan notablemente, y aún se logra extenderla bajo el martillo.  
Dicha fundición comenzó a funcionar desde 1850, primeramente bajo la dirección del inglés Henrique Godwin quien la ejerció hasta el 30 de abril de 1851, falleciendo en la capital en junio de 1852. Posterior a la salida de Godwin, fue contratado el técnico fundidor sueco Augusto Liliedat quien previo a su arribo al país realizó diversas contrataciones y adquisiciones en Buenos Aires y Montevideo, tanto de personal para la fundidora como elementos materiales a utilizar. Entre los técnicos extranjeros contratados por el gobierno paraguayo junto con Liliedat figuran Guillermo Ponceaux, técnico fundidor, Federico Gall, modelero de fundición y carpintero, Eduardo Misch, maquinista fundidor quien posterior a su salida de la fundición formó una prominente familia en el país, y por último, Isaac Jones, también maquinista.   
Una vez arribó Liliedat y su equipo al país, en julio de 1853 comenzaron los trabajos de montaje de la planta, así como de las maderas y las casas, posterior a ello, el 15 de marzo de 1854 se realizan los primeros ensayos de la materia prima obtenida de las minas de hierro de Caapucú y San Miguel, de las mejores minas férricas de la región según consta en los informes de las diversas pruebas experimentales de las demás minas. Posterior a los primeros ensayos, la planta funcionó con cierta normalidad hasta que a mediados de 1854 surgieron ciertos impasses entre Liliedat y los demás técnicos extranjeros quienes a excepción de Federico Gall tuvieron divergencias irreconciliables, motivo por el cual el Presidente Carlos Antonio López dispuso el cese de labores de Ponceaux y Jones. Posteriormente fueron enviados como operarios hasta la fundición los primeros técnicos paraguayos Benjamín Cabrera, Gregorio Machaín y Raimundo González. Otro cambio que dispuso en dicha planta el presidente López fue el relevo del jefe de la guarnición, Prudencio Silvero siendo reemplazado por el luqueño Elizardo Aquino.  
Posterior a la salida de los extranjeros, la labor de Liliedat al frente de dicha planta fundidora fue en detrimento, hasta que finalmente el mismo solicita su retiro al supremo gobierno la cual le es finalmente aceptada al 31 de agosto de 1854, asumiendo en su reemplazo el interinato de la dirección el joven Elizardo Aquino, quien ya para entonces había demostrado su entusiasmo en la prosecución de los trabajos. Aquino ejerció activamente su interinato hasta la llegada de un nuevo técnico extranjero contratado por el gobierno, esta vez fue el inglés William Richardson, quien llegó a bordo del buque "Tacuarí" junto con Francisco Solano López y su comitiva, arribando a Asunción en enero de 1855. Richardson mediante contrato permaneció hasta 1857, prorrogándolo hasta 1858 con el pago de haberes.    
Luego de la salida de Richardson, asume en su reemplazo el inglés William Newton, quien permaneció allí como jefe hasta el 17 de mayo de 1869, fecha en la cual las tropas aliadas destruyen dicha planta siderúrgica establecida en 1850 como símbolo del progreso paraguayo.    

#### Telégrafo
Entre los máximos avances tecnológicos para aquella época se encontraba el telégrafo, el cual servía como elemento de comunicación de largas distancias a través de hilos conductores, los cuales transmitían señales eléctricas que al llegar a uno de los puestos receptores codificaba la información a través del lenguaje morse. Al considerarse ya anticuados y lentos los métodos de transmitir información a través de mensajeros a caballo (chasques), el gobierno de Francisco S. López a mediados de 1864 decide contratar a efectos de instalar la primera línea telegráfica desde Asunción a Humaitá a los ingenieros Roberto Von Fischer Treuenfeldt y Hans Fisch, los cuales habilitaron una primera línea hasta Villeta y una segunda hasta la comunidad de Cerrito. Dicho elemento empleó además de los extranjeros a técnicos paraguayos, los cuales desempeñaron frondosas labores de comunicación ya una vez acontecida la guerra contra la triple alianza.

### Política económica
En materia económica el gobierno de Francisco S. López se caracterizó por iniciar con relativa estabilidad, no obstante, con el advenimiento y posterior final de la guerra, la economía paraguaya quedó diezmada siendo este un punto de inflexión que marcaría a la postre por muchos años la hasta entonces próspera economía nacional. Durante su administración la emergente economía paraguaya volvió a resentirse debido al bloqueo comercial interpuesto al Paraguay por parte de los países aliados en el Plata, lo cual supuso el retorno a los años de la dictadura francista teniendo como eje principal el autoabastecimiento al reducirse considerablemente los ingresos producto de la exportación e importación.   
Previo al enfrentamiento bélico la mayor parte de ingresos se obtenía producto de la agricultura, la cual se enfocaba en diversas plantaciones tales como hierbas, legumbres, tubérculos, etc. La administración de López prestó especial enfoque al cultivo de una de las materias primas más prolíficas en suelo paraguayo: el algodón, del cual se enviaron diversas muestras a países europeos con la finalidad de ampliar el mercado algodonero paraguayo. En el año 1863 se realizó un censo respecto del total de liños de algodón sembrados en ambos semestres del mencionado año, en el primer semestre el total sembrado fue de 773.480 liños de algodón, mientras que en el segundo semestre fue de 736.331 liños, sumando un total de 1.509.811 liños sembrados al año 1863, los cultivos de algodón estaban distribuidos en gran parte del territorio nacional.   
Con el devenir de la guerra contra la triple alianza el aislamiento comercial al cual fue sometido el Paraguay obligó a que los habitantes del mismo se autoabastecieran con materia prima autóctona. Uno de los primeros menesteres posterior a la cuestión alimentaria radicaba en la vestimenta, la cual debía ser fabricada con elementos propios del Paraguay entre los cuales se encontraban los filamentos del coco y de la planta del Caraguatá, planta muy afamada en el país. El algodón cumplió una labor preponderante en el curso de plena guerra, pues sirvió como materia prima para la elaboración de vestimenta para el ejército y los contingentes militares, no obstante, la guerra limitó considerablemente las cantidades cultivadas de algodón llegándose a sembrar en el primer semestre de 1866 un total de 666.749 liños. El gobierno se abocó intensivamente a incentivar el cultivo del algodón, emitiendo en 1867 un decreto que establecía una serie de premios para aquellos agricultores con la mayor cantidad y calidad cosechada de liños de algodón. Aparte del algodón, otras materias primas cultivadas también fueron el maní, maíz, mandioca, porotos, tabaco, arvejas, etc.   
Previo y durante el desarrollo de la Guerra contra la Triple Alianza la financiación para los diversos menesteres del estado se obtenía a través del erario público, el cual tenía como principales fuentes de ingreso los impuestos y la producción nacional, mediante el comercio de la yerba, el tabaco, los cueros, maderas y el algodón. El estado financiaba a sus diferentes agregados en el extranjero con dinero en efectivo enviado desde Asunción hasta el Río de la Plata y de allí era distribuido hasta los demás países, mientras que también se remitían productos listos para ser comerciados, de manera a obtener a través de los mismos financiamiento para la compra de armas, elementos de guerra, vestimenta, etc. Varias fueron las remesas enviadas por parte del gobierno paraguayo a su agente en Buenos Aires, Félix Egusquiza, para la posterior remisión a la compañía de los hermanos Blyth de manera a adquirir materiales para el Ferrocarril.    

### Política educativa
El gobierno de Francisco Solano López prosiguió las políticas educativas iniciadas durante el gobierno de su padre. Una vez en el cargo, el periódico semanal "El Semanario de Avisos y Conocimientos Útiles" continuó siendo lanzado al público como medio de prensa estatal, encargado de difundir las diferentes acciones notables de la sociedad y el mundo, así como comunicar las  emprendidas por el gobierno. El periódico estuvo dirigido por Ildefonso Antonio Bermejo hasta 1863, cuando lo suplió en dichas tareas Gumersindo Benítez, dicho periódico una vez producido el saqueo a Asunción, continuó editándose en Luque e incluso en Piribebuy hasta el N.º 759 del 14 de noviembre de 1868 cuando finalmente vio su ocaso. Entre sus diversos colaboradores se encontraban el poeta Natalicio de María Talavera, Andrés Maciel, Gaspar López, Carlos Riveros y Julián Aquino. 
Según refiere Pérez Acosta en su libro Carlos Antonio López, obrero máximo "A más de El Semanario aparecieron durante la guerra los siguientes periódicos: El Cabichuí en Paso Pucú (del 13 de mayo de 1867 al 20 de agosto de 1868), siendo sus redactores el presbítero Fidel Maíz, Juan Crisóstomo Centurión, Natalicio Talavera y Víctor Silvero; El Centinela en la misma época (1867 hasta comienzos de 1868), con sección en guaraní y páginas satíricas, redactado por el boliviano Dr. Tristán Roca; el Cacique Lambaré , periódico satírico en guaraní (24 de julio de 1867 al 27 de febrero de 1868) en Asunción y Luque, redactado por el Presbítero Francisco S. Espinosa y La Estrella en Piribebuy (24 de febrero al 14 de julio de 1869), redactado por el presbítero Gerónimo Bechis. 

### Política social
Respecto de la salud, su política sanitaria no varió a las aplicadas por su padre, aportando importantes servicios a la república aquellos médicos ingleses contratados en su gobierno, entre quienes se puede nombrar a Guillermo Stewart, Frederick Skinner, George Barton, Juan Fox y tantos otros que dieron inicio a lo referente al hospital militar como al de sangre, sin olvidar el aporte consignado por los especialistas farmacéuticos quienes se encargaban de proveer las drogas correspondientes a los aún deficientes servicios de sanidad. 
Respecto de su relación con la iglesia, al asumir la presidencia ostentaba el cargo de obispo del Paraguay Juan Gregorio Urbieta, quien había asumido en 1859. Durante su episcopado se dieron importantes suceso tales como el reinicio del seminario conciliar, la visita al Paraguay del arzobispo de Palmira como enviado especial de la Santa Sede ante el Paraguay, la creación del Senado Eclesiástico, la construcción de varios templos, así como la prisión del rector seminarista, Fidel Maíz. Falleció en Asunción el 27 de enero de 1865 ya con los apremios de la guerra. 
Urbieta fue reemplazado por Manuel Antonio Palacios, quien fue consagrado obispo del Paraguay el 29 de enero de 1865. Fue ordenado sacerdote en 1848, posteriormente en 1862 fue propuesto Obispo Auxiliar por el mismo Francisco Solano López de quien fue un íntimo confesor y allegado. Entre los principales sucesos ocurridos durante su corto ministerio se encuentra la bula del papa Pío IX que subordinaba el mando de la Iglesia Paraguaya al Arzobispado de Buenos Aires. De allegado a la familia presidencial terminó siendo acusado y posteriormente enjuiciado él y varios en un supuesto caso de conspiración en contra de la vida de Solano López, por lo cual fue condenado por los fiscales de sangre de San Fernando, entre ellos Fidel Maíz, a la sentencia de ejecución, la cual fue cumplida por los militares Vicente Ávalos y Matías Goiburú el 21 de diciembre de 1868 previo a la batalla de Lomas Valentinas. Este entramado generó un quiebre con la Santa Sede, el cual recién años después pudo ser subsanado. 